# Camila Giorgi
Camila Giorgi (Macerata, 30 dicembre 1991) è un'ex tennista italiana.
Considerata una delle migliori tenniste italiane di sempre, nel corso della carriera si è dedicata esclusivamente al singolare. Specialista delle superfici veloci, con quattro tornei del circuito maggiore vinti, fra cui il prestigioso Canadian Open nel 2021 a Montréal, detiene il record femminile italiano di titoli sul rapido, a pari merito con Flavia Pennetta e Roberta Vinci.
È stata la migliore tennista italiana per cinque stagioni consecutive e complessivamente per 236 settimane. Nei tornei del Grande Slam il suo miglior risultato è stato il quarto di finale raggiunto a Wimbledon nel 2018; inoltre vanta i quarti di finale alle Olimpiadi di Tokyo 2020. Negli anni ha dovuto affrontare diversi infortuni che non le hanno spesso consentito di giocare con continuità e nel ranking mondiale è arrivata alla 26ª posizione nell'ottobre 2018 e nel giugno 2022.
È la tennista italiana con la migliore percentuale di vittorie contro giocatrici top 10 e top 20, nonché la tennista italiana più vincente su erba con 58 affermazioni complessive.

## Biografia

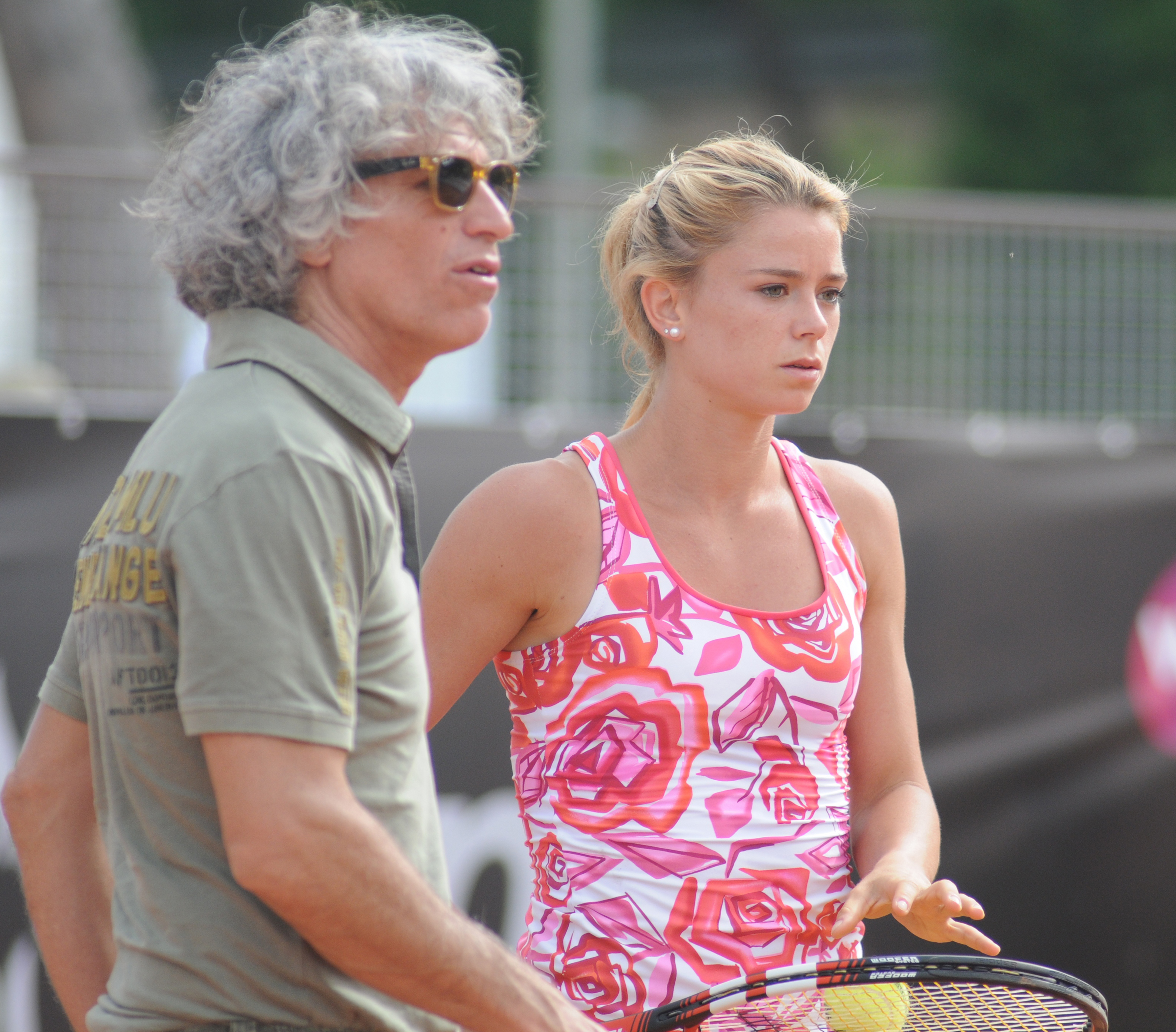
Camila Giorgi agli Internazionali d'Italia 2014 assieme al padre Sergio, suo allenatore.

Camila Giorgi è nata a Macerata da padre argentino nato a La Plata di origini perugine. La madre Claudia Fullone, argentina di origini tarantine, è una disegnatrice di moda, mentre il padre Sergio, ex combattente nella guerra delle Falkland, le ha fatto da allenatore per tutta la carriera. Ha due fratelli: Leandro e Amadeus. La sorella Antonela è morta nel 2011 in seguito a un incidente stradale. Nel 2021 Camila Giorgi ha confermato le notizie, già diffuse dalla stampa, circa le radici ebraiche della sua famiglia.
Da bambina eccelleva nella ginnastica artistica, ma dall'età di cinque anni inizia a dedicarsi esclusivamente al tennis nella sua città natale, Macerata. Nel 2000, dopo essere stata notata da Nick Bollettieri, rifiuta un contratto con IMG per allenarsi nella "Nick Bollettieri Tennis Academy". All'età di dieci anni si trovava in Spagna, a tredici si è trasferita a Parigi per cinque anni, per poi andare a Miami e fare ritorno in Italia nel 2013. Nel 2024 è ritornata a vivere negli Stati Uniti d'America per poi spostarsi definitivamente a Buenos Aires.

### Sponsor e attività nella moda
Il suo primo sponsor è stato Lotto Sport Italia nel 1999, mentre nel 2001 ha iniziato il suo rapporto con Nike e Babolat.  Al termine del 2011 ha firmato un contratto con la Protenn Internacional.
Nel gennaio 2016 ha firmato un contratto di sponsorizzazione con la Can-Pack S.A.
Dal gennaio 2020 ha lasciato la racchetta Babolat e, dopo aver provato anche un attrezzo di produzione artigianale, ha optato infine per un telaio Yonex dal 2021.
Dopo essere approdata nel circuito maggiore, Giorgi ha sempre gareggiato con i completi ideati e disegnati dalla madre Claudia Fullone, rifiutando diverse offerte da parte di grandi aziende di abbigliamento.
Nel settembre 2021 ha presentato ufficialmente a Firenze il brand di abbigliamento da donna a gestione familiare Giomila (crasi di Giorgi Camila), di cui sarà ambasciatrice e modella, e tramite il quale ha raccolto fondi devoluti all'Ospedale pediatrico Meyer.
Nel giugno 2023 Giorgi è risultata la terza atleta più apprezzata al mondo per stile e avvenenza secondo un sondaggio pubblicato sul tabloid britannico The Sun.

### Vita privata
Ha avuto una relazione sentimentale per diverso tempo col collega Giacomo Miccini, con cui avrebbe dovuto sposarsi nel 2017, ma la storia si è poi conclusa. È stata fidanzata con David Holiner, fondatore di una holding importante nel settore dell’intermediazione e degli investimenti immobiliari. Nel 2024 si è legata al politico argentino Ramiro Marra, presidente del Partito Libertario argentino.

## Carriera

### Carriera juniores
Nel novembre del 2005 arriva in finale nel Nike Junior Tour. L'esordio in un torneo in Italia è tramite una wild card al Trofeo Bonfiglio, nel maggio del 2006. Nei pochi tornei Junior disputati, Giorgi raggiunge la finale al Sey Development Cup, in Repubblica Ceca. Preferisce però, pur giovanissima, orientarsi sui tornei professionistici, per accumulare punti validi per la classifica WTA.

### 2006-2011: primi anni e primi titoli ITF
Inizia la carriera da professionista con piccoli tornei da $ 10.000, ottenendo i primi risultati di rilievo. Chiude il 2006 con un bilancio di 8 vittorie e 3 sconfitte.

Dopo qualche altro torneo junior, da giugno 2007 si dedica completamente all'attività professionistica. Chiude l'anno con un bilancio di 7 vittorie e 8 sconfitte.

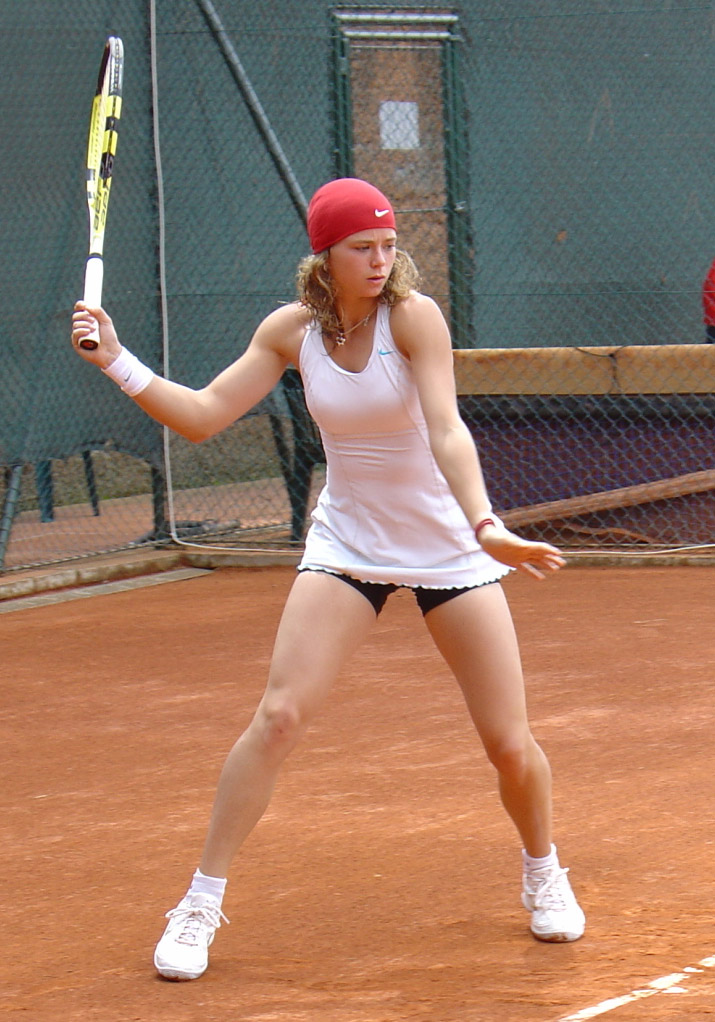
Una giovane Camila Giorgi agli Internazionali d'Italia del 2008

Agli inizi di maggio 2008 gioca per la prima volta le qualificazioni di un torneo del circuito maggiore, grazie a una wild card ottenuta agli Internazionali d'Italia a Roma. Qui perde con Jill Craybas, numero 66 del mondo, al tie-break del terzo set.
A settembre 2009 vince il suo primo torneo ITF da 25.000 $ a Katowice, in Polonia, battendo in finale Ksenija Pervak. Un successo che la porta al n. 330 della classifica mondiale. A novembre arriva la sua seconda vittoria nel circuito ITF, a Toronto, in un torneo da 50.000 $ di montepremi. Con questo risultato chiude l'anno al 285º posto e con un bilancio di 21 vittorie e 7 sconfitte.

Inizia il 2010 perdendo al primo turno delle qualificazioni del WTA indoor di Parigi. A fine stagione si impone nell'ITF di Rock Hill, vittoria che le consente di chiudere l'anno alla posizione 244 del ranking mondiale.

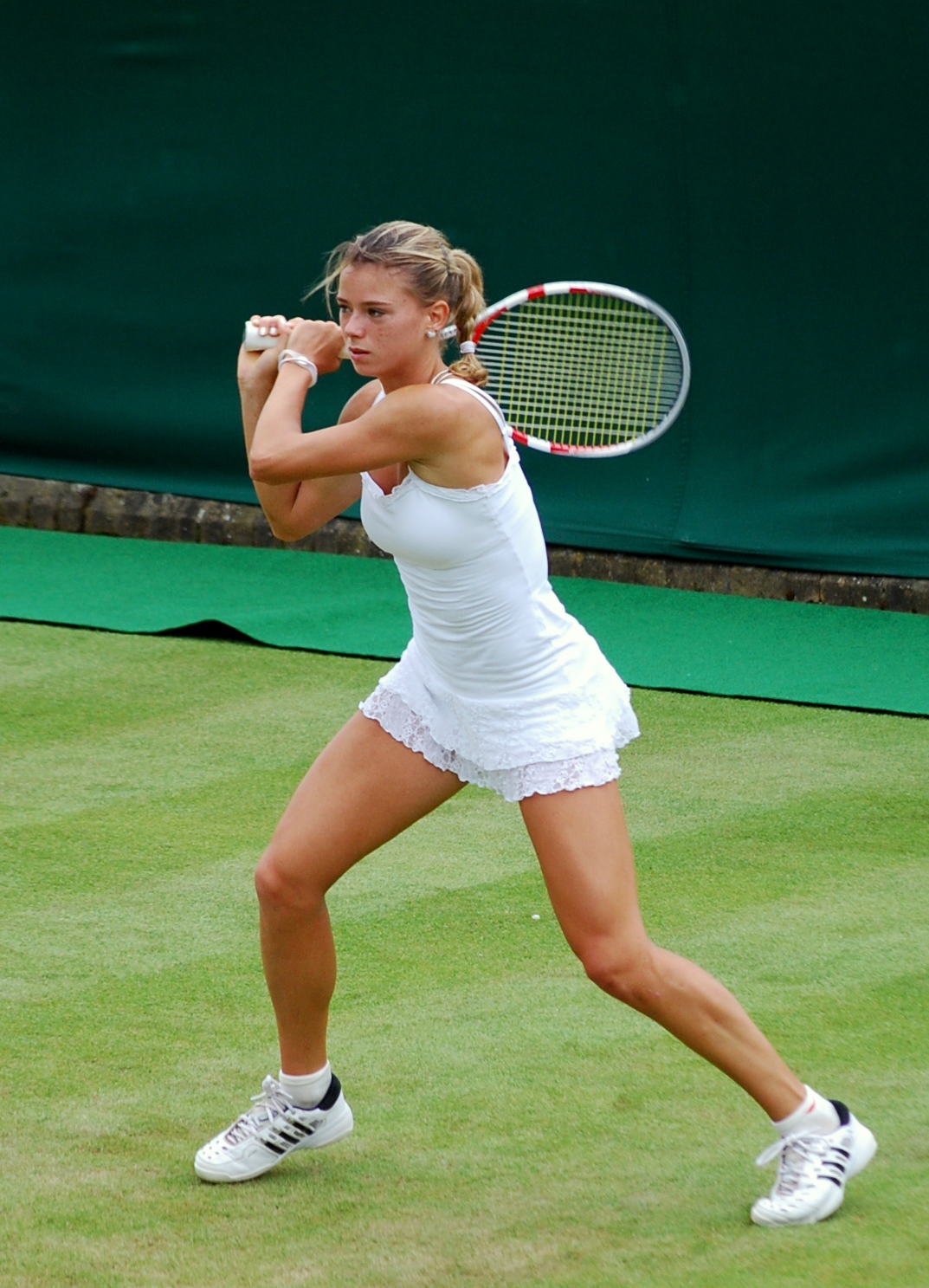
Camila Giorgi in azione sui campi di Wimbledon nel 2011

A marzo 2011 nel il torneo di $ 25.000 di Pelham, sconfigge per 6-2, 6-2 la russa Evgenija Rodina, allora numero 76 delle classifiche WTA, prima vittoria in carriera contro una top100.
A maggio vince il torneo di Carson da 50.000 $, entrando tra le prime 200 della classifica WTA. Ciò le dà il diritto di partecipare alle qualificazioni degli Slam.
Nel mese di giugno gioca quindi le qualificazioni a Wimbledon, che supera battendo all'ultimo turno la statunitense Lindsay Lee-Waters, nel primo Grande Slam a cui Giorgi partecipa in carriera. Nel primo turno cede a Cvetana Pironkova, testa di serie numero 32 del tabellone.
Dopo avere fallito le qualificazioni agli US Open, Giorgi disputa diversi tornei ITF sul cemento, raccogliendo buoni risultati e migliorando ulteriormente il suo best ranking fino a raggiungere la posizione numero 142.
Il 2011 è la prima stagione in cui Giorgi disputa più di 50 incontri (57), aggiudicandose 36.

### 2012: ottavi di finale a Wimbledon e ingresso in top 100
A febbraio supera le qualificazioni del torneo WTA di Memphis, uscendo sconfitta al secondo turno del tabellone principale, dopo aver battuto la russa Nadia Petrova, numero 32 del mondo.
Passa le qualificazioni del torneo Premier di Charleston, nel tabellone principale viene sconfitta al primo turno da Barbora Záhlavová-Strýcová. Vince successivamente il suo primo titolo dell'anno, quinto in carriera, al torneo ITF da 50.000 $ di Dothan, in Alabama. Non supera le qualificazioni al Roland Garros.
A giugno supera per la seconda volta le qualificazioni al torneo di Wimbledon ottenendo poi la sua prima vittoria in un tabellone principale dello Slam sconfiggendo Flavia Pennetta, testa di serie n.16, al primo turno. Dopo aver battuto Anna Tatišvili, numero 72 mondiale, ritrova e supera la russa Nadia Petrova 6-3, 7-6(6). Si deve arrendere negli ottavi di finale alla numero 3 del seeding Agnieszka Radwańska. Grazie agli ottimi risultati nel torneo londinese entra per la prima volta nella top 100 mondiale. Partecipa al torneo di Cincinnati battendo al primo turno la connazionale Francesca Schiavone, ma si deve arrendere nel match successivo contro Sloane Stephens. Agli US Open non riesce a ripetere l'exploit di Wimbledon venendo eliminata al primo turno da Cvetana Pironkova.
Durante il tour asiatico, dopo aver superato le qualificazioni al China Open, ottiene la prima vittoria nei confronti di una top 10 al primo turno beneficiando del ritiro di Sara Errani nel corso del primo set. Successivamente giunge ai quarti di finale negli ITF statunitensi di New Braunfels e di Phoenix.
Conclude la stagione alla posizione numero 79 del ranking mondiale, con un bilancio di 40 vittorie e 23 sconfitte.

### 2013: infortunio alla spalla e ottavi di finale allo Us Open
Giorgi inizia la stagione non superando le qualificazioni del torneo WTA Premier di Brisbane, e di Sydney. All'Australian Open viene eliminata al primo turno. Successivamente dovrà stare ferma per qualche settimana a causa di un infortunio alla spalla.
Ritorna in campo, a marzo, uscendo al primo turno nel torneo di Miami. Al successivo torneo di Charleston batte al primo turno la lussemburghese Mandy Minella, ma viene sconfitta al secondo da Serena Williams. Dopo avere dato forfait sia a Stoccarda sia a Oeiras, gioca le qualificazioni a Madrid, dove batte al turno decisivo la spagnola Garbiñe Muguruza per 6-2, 1-6, 6-3; viene poi superata dalla nº11 del mondo Nadia Petrova.
Partecipa poi agli Internationaux de Strasbourg, dove ottiene la sua più prestigiosa vittoria in termini di ranking, superando Marion Bartoli, numero 13 del ranking mondiale, per 6-3, 6-2. Viene però eliminata al turno successivo dalla canadese Eugenie Bouchard. La settimana successiva, al Roland Garros perde al primo turno contro la cinese Shuai Peng.
L'esordio sull'erba, a Birmingham, la vede subito eliminata dalla futura finalista del torneo, la croata Donna Vekić. Al torneo di Wimbledon  esordisce battendo la wild card Samantha Murray e al turno successivo Cîrstea in due tie-break. Al turno successivo perde 6-4, 7-5 contro Marion Bartoli, che poi vincerà il titolo.

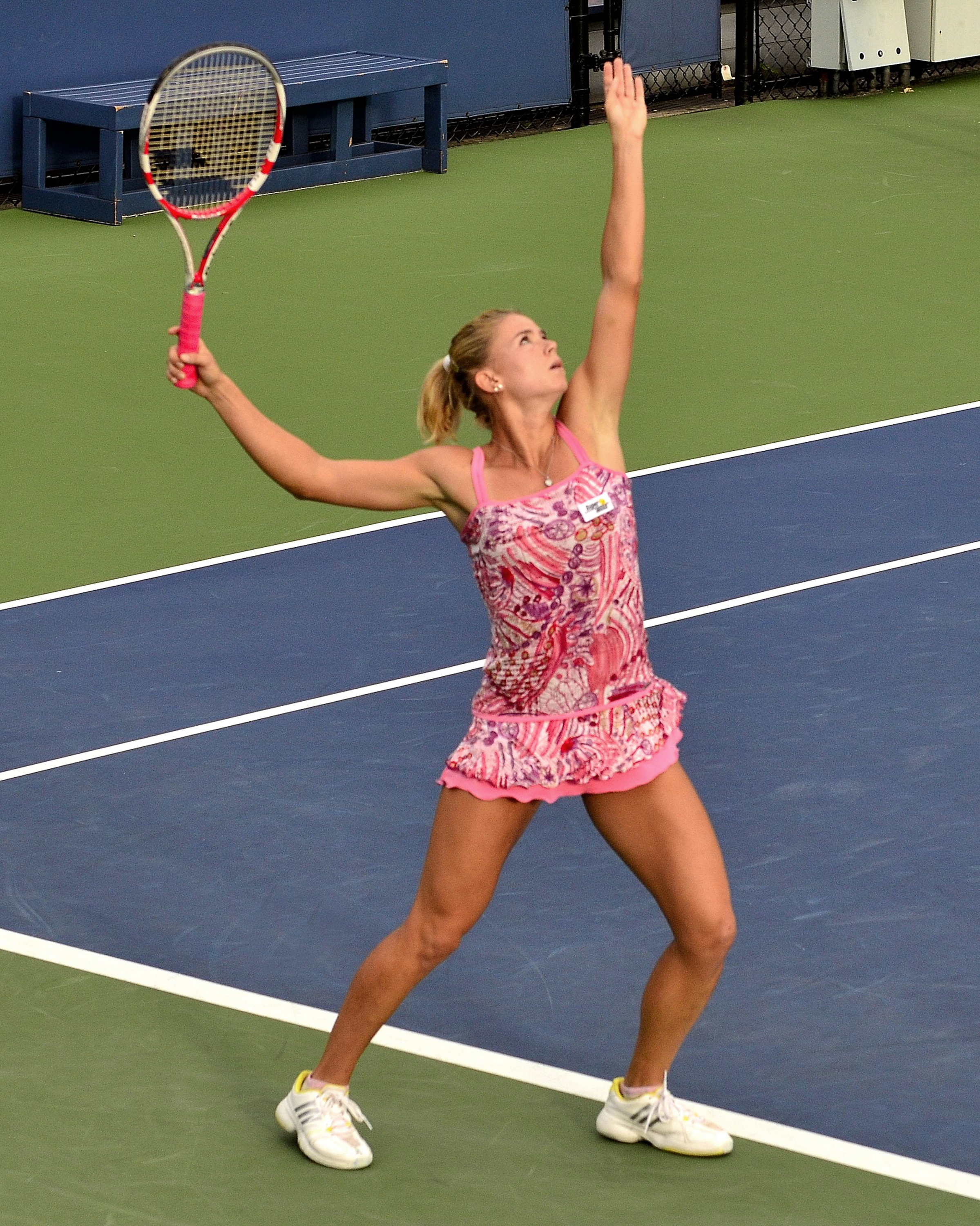
Camila Giorgi al servizio agli US Open 2013

Giorgi torna in campo all'US Open superando le qualificazioni e sconfiggendo ai primi due turni Čepelová e Hsieh. Al terzo turno batte a sorpresa la numero 8 del mondo Wozniacki, diventando la prima tennista in assoluto ad avere conseguito due ottavi di finale in tornei del Grande Slam dopo essere passata attraverso il tabellone cadetto. Negli ottavi di finale viene sconfitta dalla connazionale Roberta Vinci.
Torna subito in campo al WTA Quebec City, dove viene sconfitta al primo turno dalla statunitense Lauren Davis.
Dopo una pausa dai campi di gioco di circa un mese per il riacutizzarsi del dolore alla spalla, supera le qualificazioni del WTA Linz: al primo turno ha la meglio su Julia Görges, ma al secondo viene sconfitta dalla belga Kirsten Flipkens.
Ritorna a giocare la settimana successiva nelle qualificazioni del WTA Lussemburgo, dove vince al primo turno il derby con Camilla Rosatello, ma viene sconfitta al turno successivo dalla tedesca Carina Witthöft.
Conclude la stagione alla posizione numero 93 del ranking mondiale, dopo avere disputato solo undici tornei.

#### Accordo con la FIT
Ai primi di luglio è stato raggiunto un accordo tra Giorgi e la Federazione Italiana che le ha consentito di rientrare in Italia, di ricevere alcuni pagamenti retroattivi e di continuare ad avere come allenatore il padre in cambio della sua disponibilità per tutti gli incontri dell'Italia in Fed Cup.

### 2014: ottavi di finale a Indian Wells, prime due finali WTA e la top 40
All'Australian Open batte al primo turno la giovane australiana Storm Sanders prima di perdere al secondo contro la francese Alizé Cornet.
Il 29 gennaio 2014 è stata convocata, per la prima volta in carriera, dal capitano della Squadra italiana di Fed Cup per disputare il match del primo turno della Fed Cup 2014, contro gli Stati Uniti: la sua netta vittoria per 6-2, 6-1 contro Madison Keys contribuisce all'affermazione dell'Italia e al conseguente passaggio in semifinale.

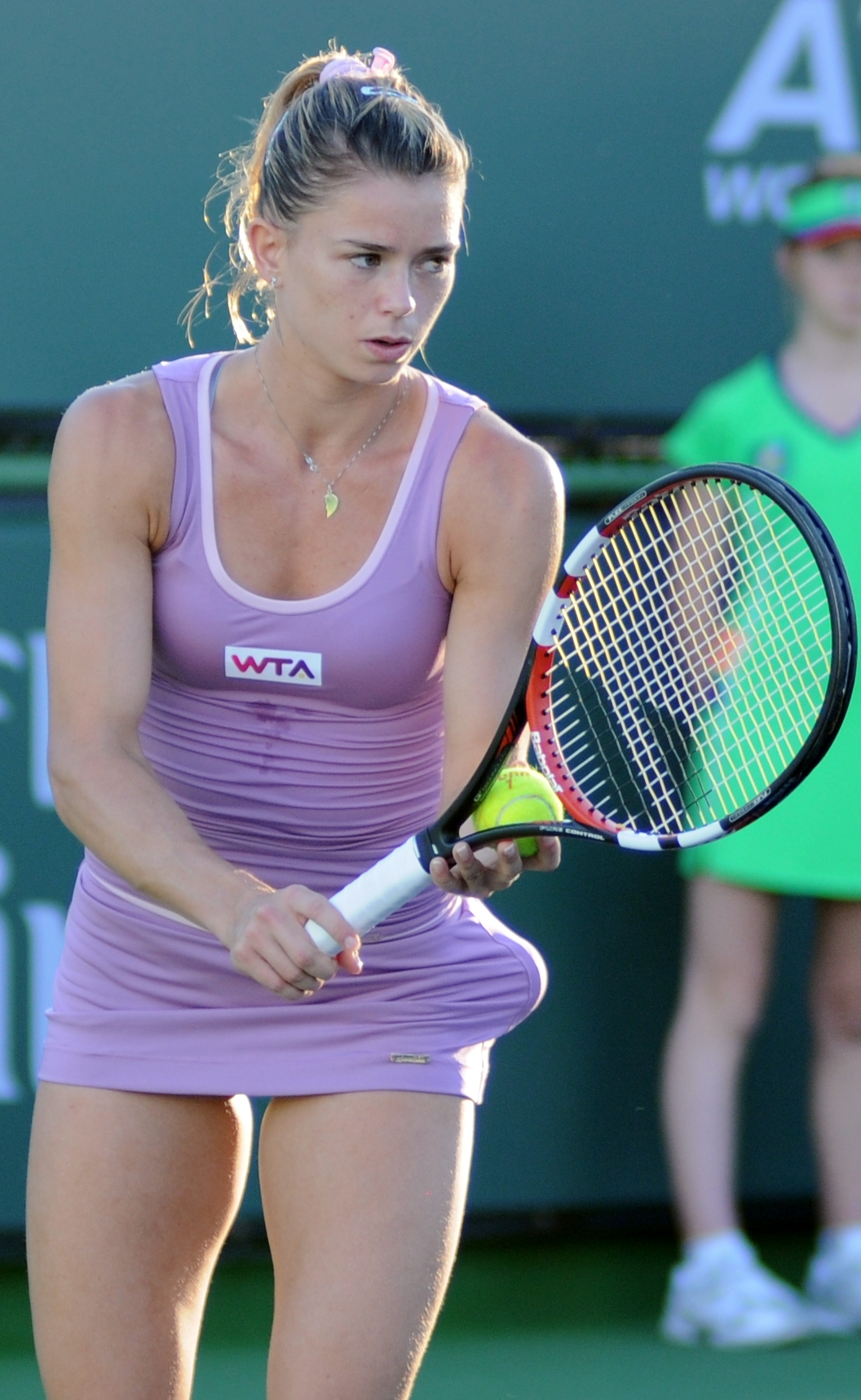
Camila Giorgi durante gli Indian Wells Masters 2014

Al torneo di Indian Wells supera i due turni di qualificazione e accede al tabellone principale. Al primo turno batte l'ex top 10 Andrea Petković con il punteggio di 6(5)-7, 6-3, 6-3, e supera anche il secondo turno battendo la testa di serie nº25 Sorana Cîrstea 7-6(3), 6-3. Al terzo turno incontra per la prima volta Marija Šarapova e ne esce vittoriosa 6-3, 4-6, 7-5 in un match durato due ore e trentasei minuti. Si tratta del primo successo contro una top 5 nella carriera di Giorgi. Gli ottavi di finale la vedono però nettamente sconfitta da Flavia Pennetta con il punteggio di 6-2, 6-1, in meno di un'ora di gioco. Grazie a questo risultato migliora il suo best ranking, raggiungendo la 67ª posizione WTA.
Ad aprile partecipa al torneo di Katowice e arriva per la prima volta nella sua carriera in finale in un evento del WTA Tour. In tale occasione batte nell'ordine: Katarzyna Piter, Roberta Vinci, Shahar Peer e Carla Suárez Navarro. In finale l'italiana si arrende alla francese Alizé Cornet, in tre set, dopo di 3h e 11m di gioco. Grazie a questo risultato riesce a conquistare il suo best ranking, salendo al 54º posto nella classifica WTA. Durante il torneo di Katowice viene ufficialmente convocata per la semifinale di Fed Cup a Ostrava contro la Repubblica Ceca. L'Italia viene eliminata.
Giorgi è inserita con una wild-card nel tabellone principale degli Internazionali BNL d'Italia, al Foro Italico di Roma. Al primo turno supera la top 10 Dominika Cibulková 6-4, 7-6, mentre deve arrendersi alla statunitense Christina McHale nel secondo turno in tre set con il punteggio di 1-6, 6-3, 6-1. Al torneo romano decide di giocare anche il doppio in coppia con Karin Knapp, il duo tuttavia non ha molta fortuna in quanto viene eliminato all'esordio dalla serba Darija Jurak e dalla statunitense Megan Moulton-Levy, le quali a loro volta vengono sconfitte dal doppio italiano formato da Errani-Vinci. Successivamente partecipa al torneo di Strasburgo, dove raggiunge i quarti di finale. Al Roland Garros batte al primo turno la serba Bojana Jovanovski in due set prima di cedere al secondo turno alla russa Kuznecova, già vincitrice del torneo nel 2009.

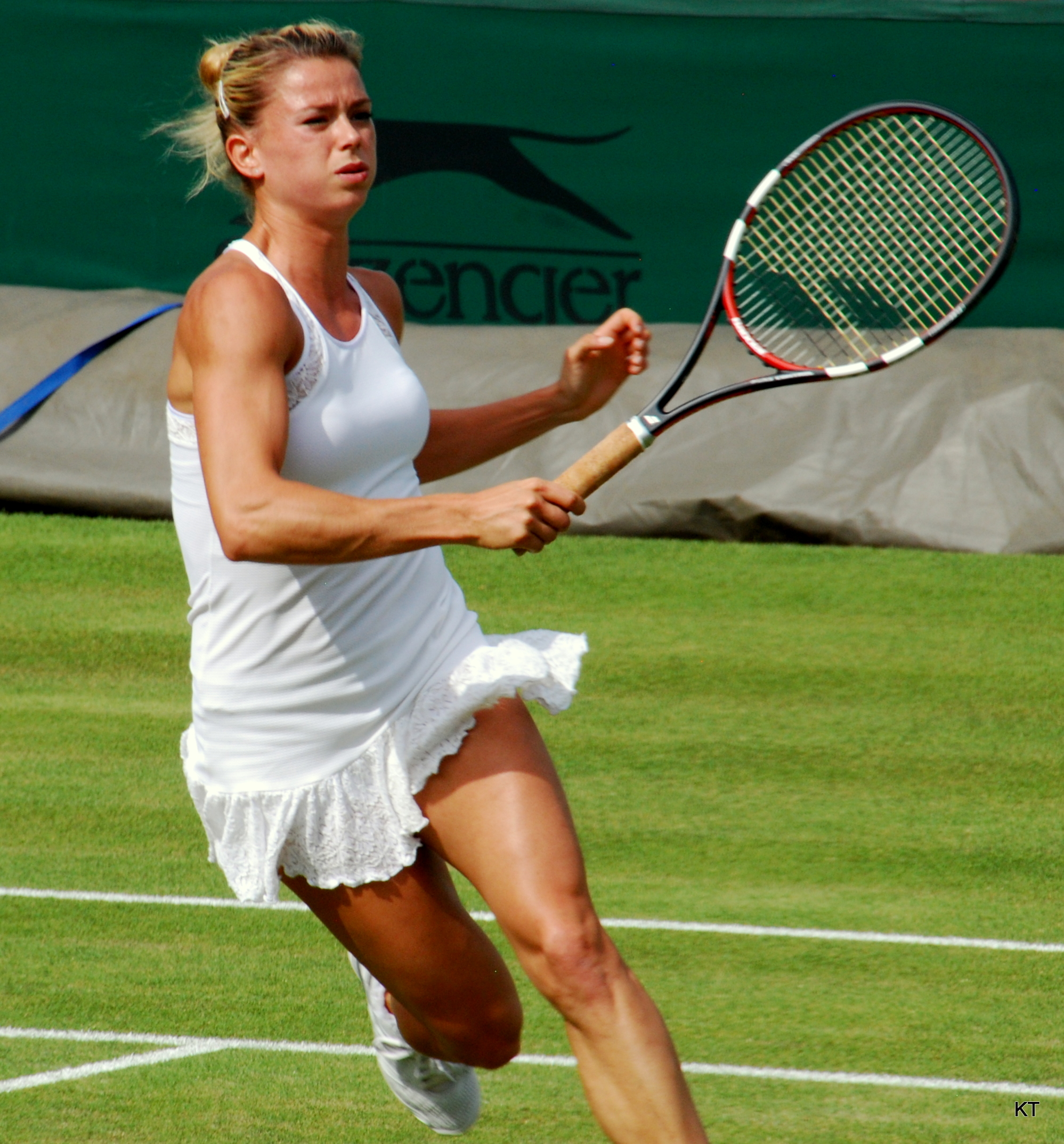
Camila Giorgi al Torneo di Wimbledon 2014

Il primo torneo su erba giocato da Giorgi in questo 2014 è il WTA di Birmingham, nel quale la tennista azzurra venne sconfitta (6-3, 6-2) da Kirsten Flipkens. La settimana seguente all'AEGON International di Eastbourne raggiunge i quarti di finale venendo eliminata in tre set dalla Wozniacki. Nel corso del torneo la marchigiana ha sconfitto la top 10 Viktoryja Azarenka e Johanna Konta. A Wimbledon Giorgi batte all'esordio Alexandra Cadantu ma viene sconfitta nell'incontro successivo da Alison Riske per 7-5, 6-2. Al torneo di Bad Gastein, dopo avere battuto agevolmente Andrea Hlaváčková e Lisa-Maria, Moser, esce ai quarti di finale battuta da Shelby Rogers, poi futura finalista. Al torneo di, Båstad viene eliminata al primo turno da Gabriela Dabrowski per 3-6, 6-3, 6-2.
Nel torneo del Connecticut arriva fino alla semifinale per poi perdere con Magdaléna Rybáriková 6-2, 6-4. Con questo risultato raggiunge comunque la 31ª posizione nel ranking mondiale. Agli US Open però, viene fermata all'esordio dall'australiana Anastasija Rodionova, nº87 WTA, non riuscendo così a difendere gli ottavi dell'anno precedente.
Nel torneo International di Linz raggiunge la sua seconda finale WTA della carriera senza cedere neppure un set durante tutto il torneo. Nell'ultimo atto recupera uno svantaggio di 1-5 nel set decisivo ma, come successo a Katowice, non sfrutta un match-point e perde 7-6 al terzo contro Karolína Plíšková. Chiude la stagione raggiungendo i quarti di finale nel WTA Premier di Mosca dove, dopo avere superato Lesja Curenko e avere ottenuto una vittoria nel derby contro Flavia Pennetta, si fa sorprendere dalla ceca Kateřina Siniaková, nº128 del ranking.
Conclude la sua prima stagione completa (con 23 tornei disputati) nel circuito maggiore alla posizione numero 35 del ranking mondiale.

### 2015: primo titolo WTA e la top 30
Dopo avere dato forfait al primo WTA Premier della stagione di Brisbane a causa di un intervento alla bocca inizia ufficialmente la stagione la settimana successiva nel torneo di Hobart raggiungendo i quarti di finale, dove viene battuta da Kurumi Nara in tre set. Agli Australian Open incontra di nuovo Flavia Pennetta al primo turno e la batte per 1-6, 6-2, 6-3; supera poi la ceca Tereza Smitková 6-1, 7-6 arrivando così per la prima volta in carriera al terzo turno dello Slam australiano, dove però è costretta ad arrendersi a Venus Williams che la elimina con il punteggio di 4-6, 7-6, 6-1. Grazie a questo risultato riesce tuttavia a salire fino alla posizione nº31, eguagliando così il suo miglior risultato in classifica mondiale.
A febbraio viene convocata e scelta come singolarista da Corrado Barazzutti in Fed Cup per la sfida contro la Francia: debutta positivamente battendo Alizé Cornet 6-4, 6-2, mentre è costretta ad arrendersi a Caroline Garcia per 4-6 6-0 6-2; l'Italia viene poi eliminata. La settimana successiva prende parte al torneo Premier di Anversa, dove esce subito al primo turno contro Carla Suárez Navarro per 1-6, 6-2, 6-4. Anche nel seguente torneo di Dubai, dopo avere sconfitto l'ex nº2 del mondo Vera Zvonarëva 6-,4 6-2, viene ancora fermata dalla Navarro che la elimina per 6-3, 6-4.

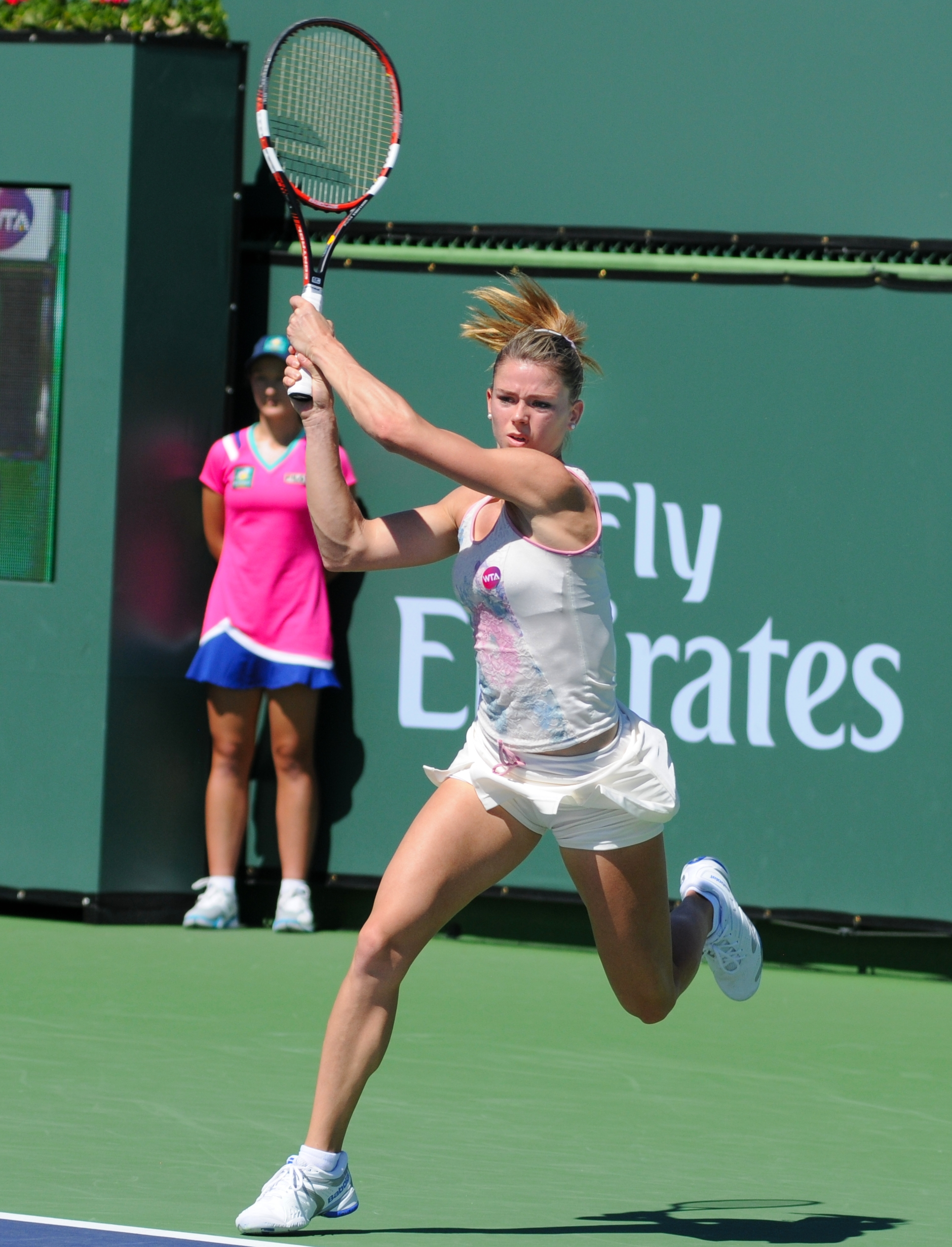
Giorgi nel torneo di Indian Wells nel 2015.

Dopo un mese di pausa torna in campo a Indian Wells, dove riceve un bye all'esordio prima di farsi sorprendere al secondo turno da Heather Watson che la batte 7-5, 7-5. Le cose vanno meglio nel seguente torneo di Miami dove raggiunge il terzo turno, battuta dalla nº3 del mondo Simona Halep per 6-4, 7-5.
Partecipa al torneo di Katowice come terza testa di serie raggiungendo, per il secondo anno consecutivo, la finale battendo in successione Denisa Allertová 7-5, 4-6, 6-4, Magda Linette 6-7, 6-2, 6-3, Elizaveta Kuličkova 6-3, 6-4 e in semifinale la nº9 del mondo Agnieszka Radwańska 6-4,  6-2; nell'ultimo atto viene però battuta da Anna Karolína Schmiedlová per 6-4, 6-3. La settimana seguente torna a vestire la maglia della nazionale nella sfida di play-off in Fed Cup contro gli Stati Uniti d'America: nel primo singolare riesce a tenere testa alla numero uno del mondo Serena Williams uscendo sconfitta per 7-6, 6-2 ma contribuendo comunque a fare rimanere l'Italia nel gruppo mondiale.
La stagione sulla terra rossa è invece deludente, battuta all'esordio sia a Praga sia a Madrid; anche agli Internazionali d'Italia di Roma viene estromessa al primo turno, eliminata da Jelena Janković. Al Roland Garros perde invece nettamente al secondo turno contro la spagnola Muguruza per 6-1, 6-4.
Conquista il primo titolo WTA della carriera a Hertogenbosch, battendo al primo turno Irina Falconi 7-5, 6-2, supera poi l'ostica Michaëlla Krajicek 6-7, 6-2, 6-4, Jaroslava Švedova 4-6, 6-3, 7-6 (annullandole anche 3 match point nel tie-break decisivo), Kiki Bertens 6-2, 6-4 e in finale Belinda Bencic 7-5, 6-3; Giorgi diventa inoltre la seconda tennista italiana di sempre, dopo Roberta Vinci, ad aggiudicarsi un torneo su erba. Dopo avere raggiunto il secondo turno nel Premier di Eastbourne, arriva a Wimbledon come 31ª testa di serie: all'esordio batte Teliana Pereira 7-6, 6-3, supera poi Lara Arruabarrena 6-0, 7-6 mentre al terzo turno viene superata dalla nº 5 del mondo Caroline Wozniacki per 6-2, 6-2.
Prima dei grandi tornei statunitensi partecipa al Torneo di Istanbul come quinta testa di serie, ma dopo avere battuto l'ex Top10 Dominika Cibulková per 7-5, 5-7, 7-6(4) in quasi tre ore di gioco si fa sorprendere negli ottavi di finale da Francesca Schiavone per 6-4, 7-6(6) in un derby tutto italiano; grazie a questo risultato, entra per la prima volta nella top 30 del ranking mondiale. Non brilla agli US Open, dove si ferma al secondo turno per mano di Sabine Lisicki che la batte con un netto 6-4, 6-0.
Inizia la trasferta orientale a Tokyo dove batte all'esordio Caroline Garcia per 4-6, 7-6, 6-3, per poi essere eliminata al secondo turno da Ana Ivanović 7-5, 6-2. Va meglio nel seguente torneo di Wuhan, dove raggiunge gli ottavi di finale battendo in rimonta Cvetana Pironkova 2-6, 6-2, 7-5 (annullandole anche un match point), beneficia poi del ritiro di Belinda Bencic sul 6-2 in suo favore ma cede successivamente ad Angelique Kerber per 6-2, 6-4. Nel seguente Premier di Pechino viene invece estromessa all'esordio da Timea Bacsinszky per 6-1 4-6 3-6.
Conclude la stagione alla posizione numero 34 del ranking mondiale.

### 2016: una finale WTA
Inaugura la stagione a Brisbane perdendo da Kerber, che poi raggiungerà la finale, in tre set mentre la settimana successiva, a Hobart, ottiene i primi successi stagionali: da testa di serie più alta del torneo (la numero uno Sloane Stephens si ritira alla vigilia) batte Dijas e Hibino prima di essere superata nei quarti da Eugenie Bouchard per 6-3, 6-2. Il sorteggio degli Australian Open la oppone per la terza volta in carriera a Serena Williams con la quale si scontra per la prima volta su una superficie veloce; l'esito, come nei due precedenti, è a favore della statunitense che si impone 6-4, 7-5. A febbraio viene convocata per la quinta volta in carriera con la squadra italiana di Fed Cup per la sfida di primo turno contro la Francia, a Marsiglia: Giorgi sconfigge Kristina Mladenovic in tre set portando all'Italia il primo punto, che resterà però anche l'unico; il giorno dopo viene superata dalla Garcia che regala alle transalpine il passaggio alle semifinali.

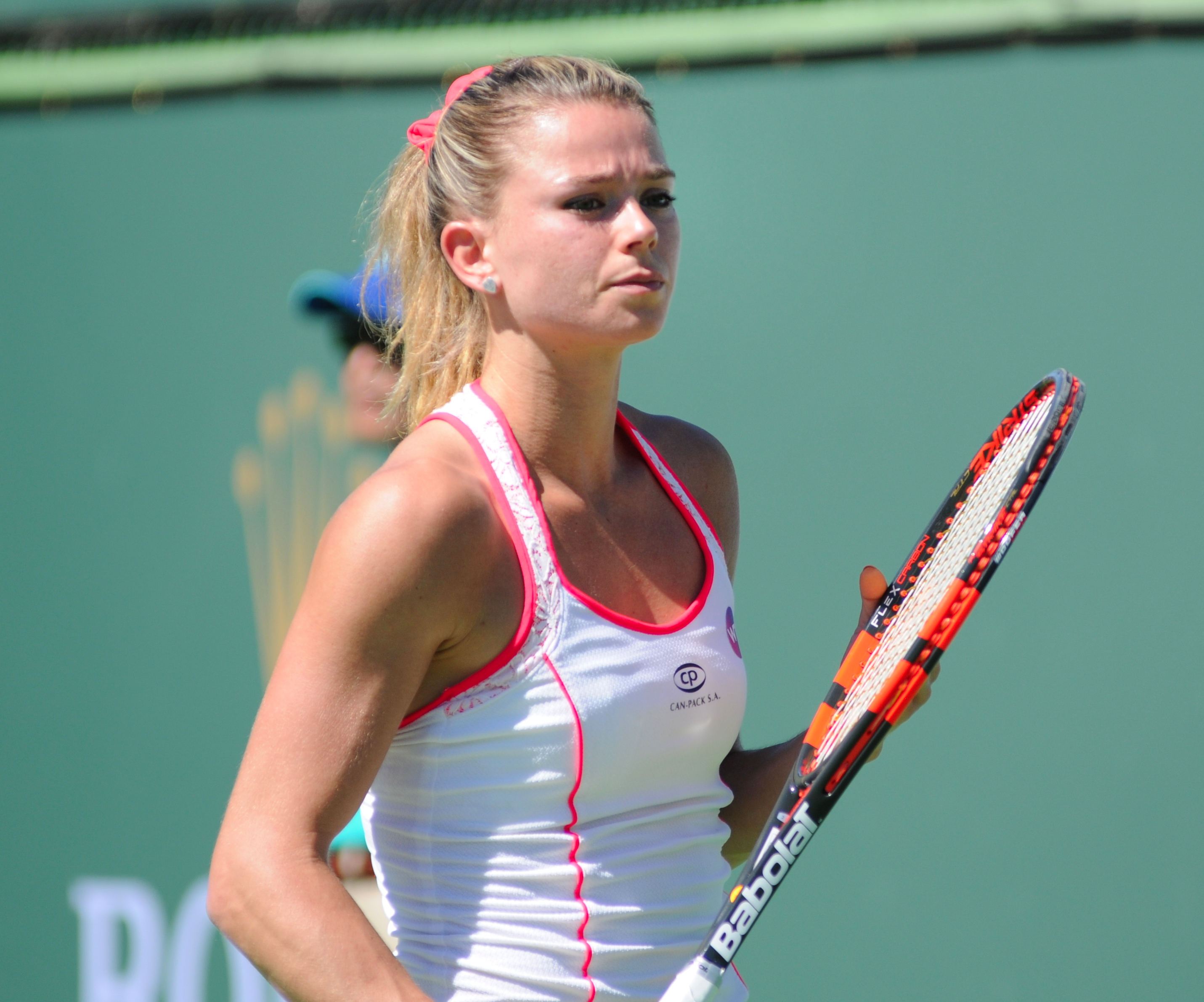
Camila Giorgi a Indian Wells nel 2016.

Eliminata al debutto da Petković a Dubai, ottiene una vittoria al primo turno di Indian Wells contro un'altra tedesca, la Görges ma viene estromessa dal Mandatory per mano di Ivanović dopo non aver sfruttato un match point, mentre a Key Biscayne subisce una sconfitta contro Madison Brengle.
Si riscatta però ad aprile quando conquista la terza finale consecutiva a Katowice, dove era accreditata della quinta testa di serie: batte Sasnovič (6-4, 6-4), la qualificata Aleksandrova (4-6, 6-2, 6-4), la belga Flipkens (6-2, 5-7, 6-4) e la testa di serie numero tre del torneo Ostapenko (6-4, 6-3). Disputa la sua quinta finale contro Dominika Cibulková, ma, come nelle ultime due edizioni del torneo viene battuta nel match decisivo per il titolo polacco: la slovacca si impone infatti per 6-4, 6-0. Supera le qualificazioni per il torneo di Stoccarda ma al primo turno viene battuta dalla Beck. Raggiunge poi per la terza volta in stagione i quarti di finale a Praga dove viene superata da Karolína Plíšková.
A Madrid, supera Sara Errani con un doppio 7-5 ma si ritira dalla competizione prima del secondo turno a causa di un risentimento muscolare che le impedisce anche di partecipare agli Internazionali di Roma. Torna in campo al Roland Garros dove supera la wild card francese Lim ma viene battuta da Kiki Bertens al secondo turno.
Particolarmente deludente poi la stagione sull'erba: Birmingham, Eastbourne e, soprattutto, Wimbledon vedono l'italiana sempre eliminata al primo turno: la sconfitta contro Muguruza ai Championship rappresenta la prima eliminazione al primo turno dal 2011, quando Giorgi fece il suo debutto in uno Slam; inoltre, dati i buoni risultati dell'anno precedente su questa superficie, Camila vede il suo ranking peggiorare: al termine di Wimbledon si ritrova infatti al 78º posto WTA, che rappresenta la sua posizione più bassa dal marzo 2014.
Apre la stagione americana con i quarti raggiunti a Washington dove viene superata dalla Lauren Davis, che raggiungerà la finale, ma deve giocarsi la qualificazione nei successivi tornei, centrandola a Montréal, dove supera poi al primo turno Stephens prima di essere battuta da Roberta Vinci, e a New Heaven dove però perde subito contro la Vesnina. Eliminazione al primo turno anche agli US Open per mano della Stosur che la batte al terzo set. Nella parte finale della stagione raggiunge i quarti di finale a Seul; una prestazione che non migliora la classifica della marchigiana che chiude il 2016 oltre l'ottantesima posizione.

#### Rottura con la FIT
Il 2016 ha segnato una profonda frattura tra Camila Giorgi e la FITP, nata in primavera in seguito alla mancata risposta della tennista per lo spareggio di Fed Cup contro la Spagna, proseguita con la mancata partecipazione alle Olimpiadi di Rio e destinata a prolungarsi anche per la stagione successiva, tra squalifiche, ricorsi e polemiche accese, che coinvolgono anche il padre-coach Sergio.

### 2017: numero uno d'Italia

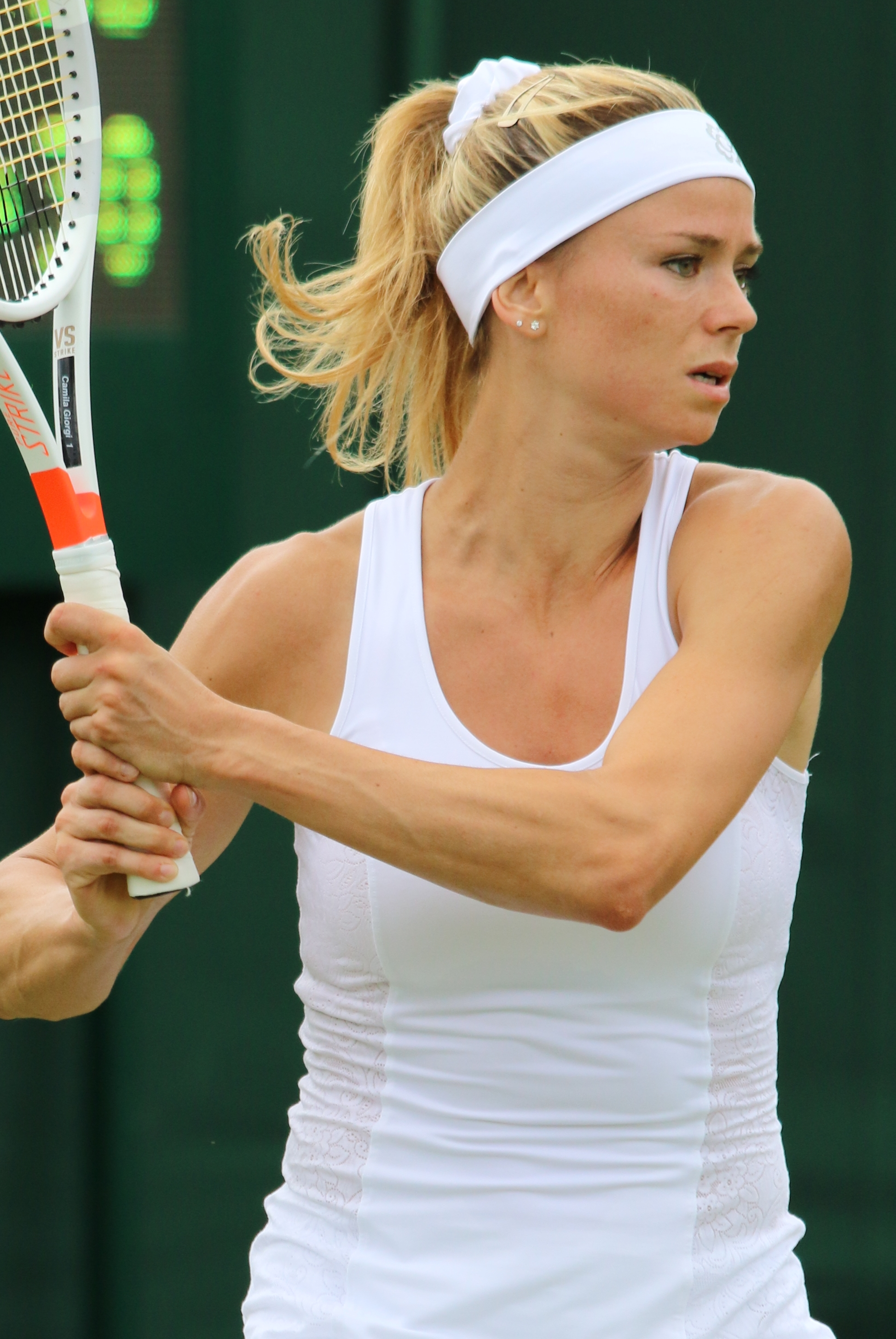
Camila Giorgi a Wimbledon 2017

La stagione di Giorgi inizia con una buona prestazione nel primo torneo dell'anno: a Shenzen batte la rumena Bogdan, le cinese Zheng e Wang prima di cedere in semifinale alla statunitense Alison Riske con un doppio 6-3. Questo buon esordio non trova però conferma nelle successive apparizioni nel circuito. Agli Australian Open viene battuta per il secondo anno consecutivo al primo turno, perdendo in tre set con Timea Bacsinszky, testa di serie numero 12 del torneo; si ritira al terzo e decisivo turno delle qualificazioni di Doha; viene superata al primo turno di Indian Wells da Johanna Larsson ed è costretta a dare forfait al torneo di Miami Open 2017 per un infortunio alla schiena: all'inizio di aprile si trova così retrocessa alla novantottesima posizione del ranking WTA.
Raggiunge per la seconda volta in stagione i quarti di finale nel nuovo torneo di Biel dove al secondo turno elimina in tre set la testa di serie numero due Suárez Navarro per poi cedere alla bielorussa Sasnovič. A Praga esordisce battendo a sorpresa la numero tre del mondo Karolina Plíšková, che l'aveva sempre superata nei precedenti confronti, per 7-6, 6-2; anche in questo caso però si ferma ai quarti di finale dove Mona Barthel, poi vincitrice del torneo, la sconfigge con due tie break. Supera la qualificazioni a Strasburgo dove supera poi un turno. Gli Open di Francia la vedono invece soccombere al debutto nei confronti di Océane Dodin: Giorgi esce così dalle prime cento giocatrici del ranking WTA per la prima volta dall'ottobre 2013.
Riesce però a recuperare subito qualche posizione con i tornei sull'erba: se a 's-Hertogenbosch esce al secondo turno, a Birmingham supera tre turni di qualificazione battendo poi Vichljanceva e la numero 5 del mondo Svitolina, diventando la prima tennista italiana ad aver sconfitto almeno due volte una top 10 su tutte le superfici di gioco, ma è costretta per la seconda volta nel 2017 al ritiro nei quarti di finale, stavolta a causa di un problema alla coscia che fa temere per la sua partecipazione a Wimbledon. Camila riesce invece a recuperare e ai Championship torna a finalmente a vincere un match in uno Slam (l'ultimo risaliva al Roland Garros del 2016): al primo turno batte infatti in rimonta Cornet per poi battere in tre set anche Madison Keys. Dopo due anni torna quindi a disputare un terzo turno di uno Slam ma a interrompere il suo percorso trova la Ostapenko che la batte con un doppio 7-5. Giorgi recupera 14 posizioni nel ranking.
Il debutto sul veloce è sfortunato: subisce infatti una sconfitta per mano della wild card canadese Andreescu a Washington. Superate le qualificazioni, disputa un buon torneo a Cincinnati eliminando Siniaková e Gavrilova e incontrando di nuovo la Plíšková, nel frattempo diventata leader della classifica mondiale: Giorgi perde 3-6 il primo set (interrotto per pioggia e ripreso il giorno dopo) e si impone nel secondo per 6-4 prima di soccombere con un netto 6-0 nel terzo. Esce per il secondo anno consecutivo al primo turno degli US Open, battuta da Rybáryková ma, grazie alla contestuale caduta in classifica di Roberta Vinci, diventa, seppure con la 67º posizione, la numero uno d'Italia nel ranking WTA, leadership che continuerà a mantenere fino alla fine dell'anno nonostante un ulteriore peggioramento in classifica, dovuto anche alla chiusura anticipata della sua stagione a causa di un'infiammazione al gomito.
Termina l'anno alla posizione nº79 del ranking dopo avere disputato solo sedici tornei.

### 2018: quarti di finale a Wimbledon, secondo titolo WTA e best ranking
Dopo il debutto di stagione a Shenzhen, con l'immediata eliminazione per mano di Ana Bogdan che la costringe alla centesima posizione del ranking, Giorgi coglie le prime importanti affermazioni a Sydney. Dopo avere superato tre turni di qualificazione (contro Tjandramulia, Aoyama e Witthöft), sconfigge al primo turno la campionessa in carica degli US Open Sloane Stephens, con il punteggio 6-3, 6-0. Nel secondo turno incontra Petra Kvitová, superandola con il punteggio di 7-6, 6-2. Nei quarti di finale, sconfigge Agnieszka Radwańska con il punteggio di 6-1, 6-2. Si arrende in semifinale contro Angelique Kerber in due set per 6-2, 6-3. Grazie a questi risultati, recupera 29 posizioni nel ranking mondiale, passando dal numero 100 al 71. Agli Australian Open debutta contro Anna Kalinskaja, russa proveniente dalle qualificazioni, superandola con il risultato di 6-4 6-3, ma nel turno successivo viene sconfitta in rimonta dalla testa di serie numero 18 Ashleigh Barty (7-5 4-6 1-6). Per disputare il torneo di Dubai deve superare le qualificazioni, ma è costretta al ritiro nell'ultimo atto per il riacutizzarsi di un problema all'adduttore della coscia sinistra che le aveva già impedito di giocare a Doha e che non le consente di partecipare nemmeno a Indian Wells. A Miami affronta al primo turno Donna Vekić la quale le infligge un 0-6 nel primo set e un 5-7 nel secondo.
Comincia la stagione su terra battuta, presentandosi a Charleston, dove supera Sílvia Soler Espinosa per 6-1 6-4 e l'undicesima testa di serie, Dar'ja Gavrilova, per 6-3 al set decisivo. Nel terzo turno incontra Madison Keys, testa di serie nº7, la quale la sconfigge con il risultato di 4-6 3-6. Nel Samsung Open di Lugano supera Kristýna Plíšková per 6-3 6-2 e Alison Uytvanck, testa di serie nº9, per 6-2 6-1. Perde nei quarti di finale contro la futura finalista Aryna Sabalenka per 3-6 0-6. A Praga esordisce sconfiggendo, con il punteggio di 6-0 2-6 6-2, la testa di serie numero cinque, Barbora Strýcová. Dopo avere superato, entrambe in due set, Tamara Korpatsch e Samantha Stosur, approda in semifinale (la prima in carriera su terra battuta) e viene sconfitta 5-7 al set decisivo dalla testa di serie numero sette, Mihaela Buzărnescu. Grazie a questi risultati, rientra nella top 60 del ranking mondiale. La classifica non le consente però l'accesso diretto agli Internazionali d'Italia per i quali deve disputare le qualificazioni: superata al primo turno Deborah Chiesa, viene battuta al round seguente dalla Collins. Giorgi trova conferma della buona stagione sulla terra rossa al Roland Garros dove prima elimina con un nettissimo 6-0, 6-3 la Min, poi supera anche la Duque Mariño per 6-3, 6-2 approdando per la prima volta in carriera al terzo turno dello Slam parigino; qui incontra per la quarta volta in carriera (e seconda in stagione) la numero dieci del mondo e futura finalista, Sloane Stephens, contro la quale perderà 6-8 nel terzo set. Dopo il torneo di Parigi rientra nella top 50 del ranking mondiale.

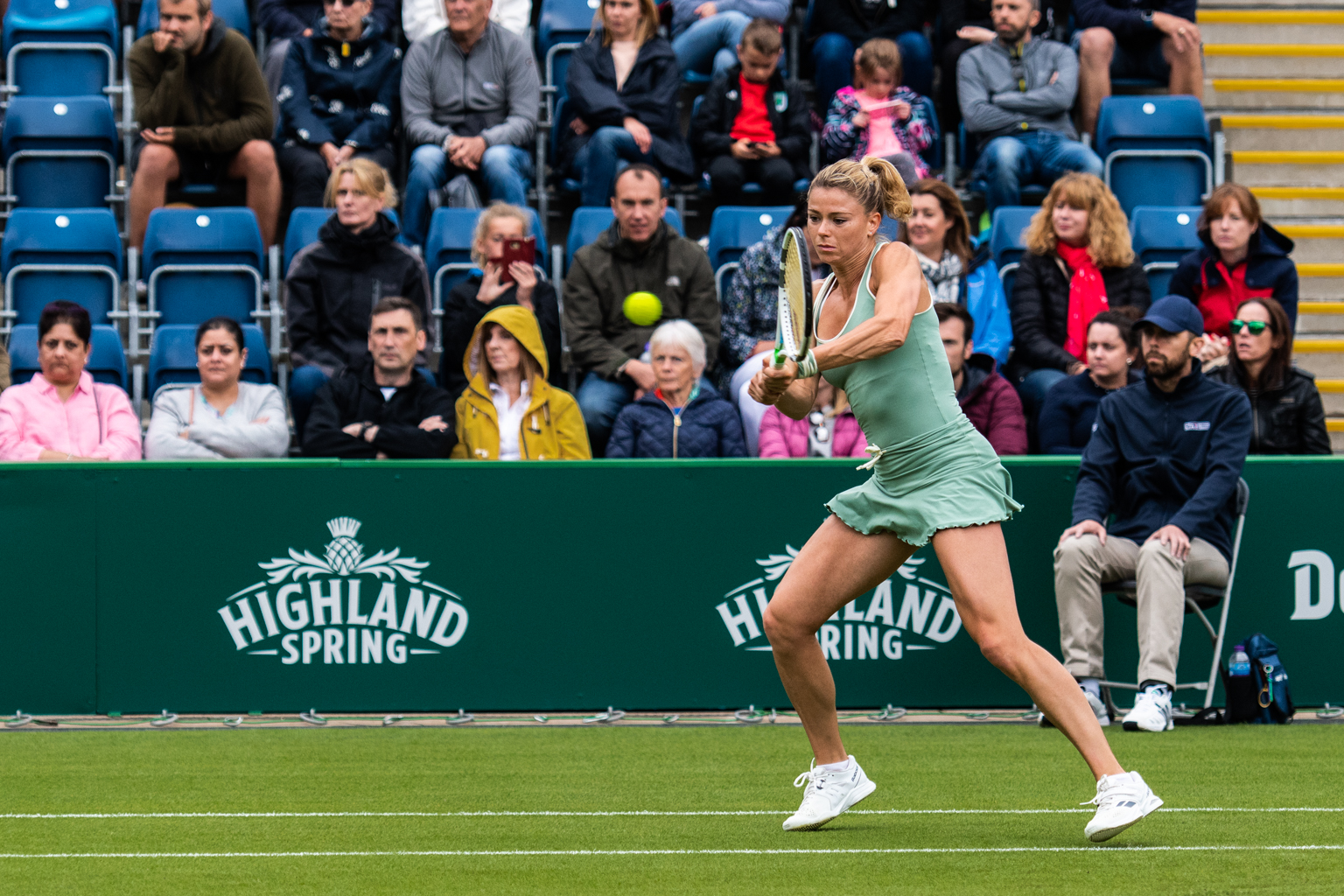
Camila Giorgi al Birmingham Classic nel 2018

Inizia la stagione su erba con una sconfitta al Nottingham Open per mano di Dalila Jakupovič. Partecipa alle qualificazioni del Birmingham Classic dove supera Kurumi Nara e viene battuta, dopo tre lottati set, da Océane Dodin. Al Nature Valley International sconfigge all'esordio, in due rapidi set, Irina-Camelia Begu e perde, sempre in due set, contro Caroline Wozniacki. Al Torneo di Wimbledon, dopo avere sconfitto la testa di serie numero 21, Anastasija Sevastova, Madison Brengle, Kateřina Siniaková, annullando anche un match point, e Ekaterina Makarova, centra i suoi primi quarti di finale (quinta italiana di sempre a riuscirci nel torneo londinese) in una prova del Grande Slam e viene sconfitta in tre set, dopo avere vinto il primo, da Serena Williams. Grazie a questo risultato, sale al numero 35 del ranking mondiale.
Torna in campo a Cincinnati dove nonostante la sconfitta all'ultimo turno di qualificazioni viene ripescata come lucky loser. Al primo turno sconfigge nuovamente Sevastova in modo netto 6-2 6-3. Altrettanto netto (6-2 6-2) è il modo in cui viene eliminata al secondo turno dalla testa di serie numero 13 Madison Keys. Al torneo premier di New Haven, dopo avere superato le qualificazioni, sconfigge in due set Ana Bogdan e viene battuta, sempre in due set, da Belinda Bencic.
Agli US Open, supera all'esordio la giovane wild card statunitense Whitney Osuigwe con il punteggio di 6-4 6-1 e viene sconfitta 6-4 7-5 da Venus Williams.
Comincia il tour orientale dal torneo indoor di Tokyo. Dopo avere sconfitto, in due rapidi set, la giocatrice di casa Misaki Doi, la numero 2 del ranking mondiale Caroline Wozniacki, con il punteggio di 6-2 2-6 6-4, diventando la prima tennista italiana ad aver sconfitto almeno due volte una top 10 in tutte le condizioni di gioco, e Viktoryja Azaranka, ritiratasi per motivi fisici alla fine del primo set, approda in semifinale dove viene sconfitta in due set da Naomi Ōsaka. Grazie a questo risultato, eguaglia il suo miglior piazzamento della carriera nel ranking mondiale, posizionandosi al numero 30. A Wuhan, viene sconfitta all'esordio da Aleksandra Krunić con il punteggio di 4-6 6-4 4-6 e dà forfait a Pechino.
Si presenta a Linz da testa di serie numero cinque. Dopo avere superato Pauline Parmentier, Jil Teichmann, Margarita Gasparjan e Alison Van Uytvanck, raggiunge nuovamente la finale a distanza di quattro anni nel secondo torneo indoor più antico del circuito WTA e se lo aggiudica (secondo titolo in carriera) sconfiggendo in finale Ekaterina Aleksandrova, con un netto 6-3 6-1, diventando l'unica tennista italiana ad avere disputato cinque finali WTA indoor e allungando a 19 la striscia di anni consecutivi in cui un'italiana vince almeno un torneo WTA. Grazie a questo risultato, stabilisce il suo miglior piazzamento della carriera nel ranking mondiale, posizionandosi al numero 28. A causa del riacutizzarsi di un dolore al piede chiude la stagione, ritoccando il suo best ranking al numero 26.

#### Rappacificamento con la FIT
Durante il torneo di Roma c'è stato un riavvicinamento tra Giorgi e la Federazione Italiana, riaprendo così concretamente la possibilità di un ritorno della maceratese nella squadra di Fed Cup che si concretizzerà nel 2019.

### 2019: infortunio al polso e due finali WTA
Comincia la stagione da Sydney dove sconfigge all'esordio la tennista di casa Ajla Tomljanović con un doppio 6-3 e viene sconfitta da Angelique Kerber, testa di serie numero uno e numero due del ranking mondiale, sempre in due set. Si presenta agli Australian Open da testa di serie numero 27. Dopo avere superato agevolmente, perdendo soli cinque game, i primi due turni, incontra la testa di serie numero 7 Karolína Plíšková e viene sconfitta con il punteggio di 4-6 6-3 2-6.
Ritorna a giocare, dopo tre anni, per la squadra italiana di Fed Cup nella trasferta contro la compagine svizzera perdendo entrambi i singolari contro Viktorija Golubic, in tre set, e Belinda Bencic, in due.
A Doha viene sconfitta all'esordio da Kiki Bertens, testa di serie numero 5 e numero 8 del ranking mondiale, con il punteggio di 6-0 6-7 4-6 ed è costretta a dare forfait a Dubai a causa di un infortunio al polso destro che non le consente di partecipare nemmeno a Indian Wells. Si presenta a Miami da testa di serie numero 29 e viene sconfitta all'esordio da Tatjana Maria con il punteggio di 6-3 6-4. Il riacutizzarsi del dolore al polso, non le permette di giocare a Charleston e al torneo International di Lugano.
Viene convocata nella squadra di Fed Cup per la trasferta a Mosca contro la compagine russa, ma il persistere del problema al polso non le permette di scendere in campo.

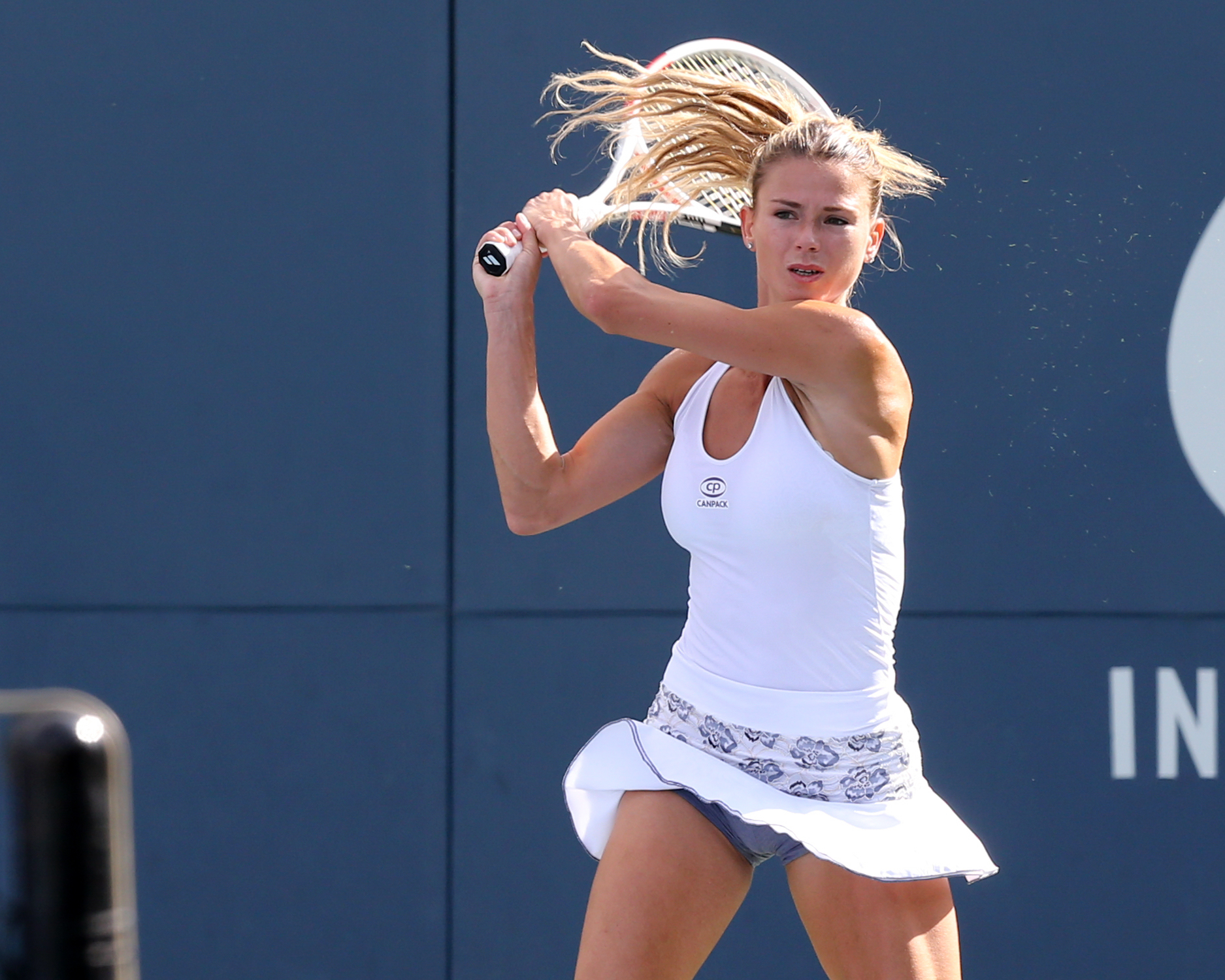
Camila Giorgi al Bronx Open nel 2019

I guai al polso la costringono a rinunciare anche al Premier Mandatory di Madrid (decimo forfait stagionale), al Premier 5 di Roma e al Roland Garros, interrompendo così una serie di 27 partecipazioni consecutive ai tornei del Grande Slam.
Dopo tre mesi dall'ultimo incontro disputato torna in campo a Eastbourne, dove viene sconfitta da Hsieh Su-wei con il punteggio di 3-6 6-4 4-6. A Wimbledon, viene battuta all'esordio con un doppio 6-3 da Dajana Jastrems'ka.
A Washington, dopo avere superato Sachia Vickery, Rebecca Peterson, Zarina Dijas e Caty McNally, centra la sua settimana finale WTA e viene sconfitta in due set da Jessica Pegula. Sia a Toronto che a Cincinnati, perde all'esordio rispettivamente da Viktoryja Azaranka e Maria Sakkarī. Nel WTA international del Bronx, raggiunge nuovamente la finale dopo avere sconfitto Margarita Gasparjan, Andrea Petković, battuta al tie-break decisivo, Alizé Cornet e Wang Qiang, sempre al tie-break decisivo dopo avere annullato quattro match point, di cui tre consecutivi. Nell'ultimo atto del torneo viene superata da Magda Linette con il punteggio di 7-5 5-7 4-6. Allo Us Open, viene di nuovo sconfitta da Maria Sakkarī in due rapidi set.
A Osaka, dopo avere sconfitto Han Xinyun e Sloane Stephens, con il punteggio di 6-0 6-3, raggiunge i quarti di finale e viene superata in due set da Elise Mertens. A Wuhan, è costretta al ritiro, dopo avere perso il primo set contro Rebecca Peterson, per il riacutizzarsi del problema al polso che l'aveva già tenuta ai box durante tutta la primavera. Problema che non le consente di difendere il titolo a Linz con un conseguente calo nel ranking mondiale alla posizione numero 92.
Torna in campo a Lussemburgo e viene sconfitta da Andrea Petković con il punteggio di 6-0 4-6 4-6 chiudendo ufficialmente la stagione alla posizione numero 98 del ranking mondiale, prima tra le italiane e dopo avere disputato solo quattordici tornei.
A dicembre torna in campo nel 125s di Limoges, dove viene subito eliminata da Samsonova in tre set. Chiude quindi l'anno solare vicina alla centesima posizione della classifica WTA e seconda tra le italiane, superata, il 18 novembre, da Jasmine Paolini, dopo avere mantenuto la leadership del tennis italiano per più di due anni (dal 10 settembre 2017).

### 2020: ritorno al numero uno d'Italia
Il peggioramento in classifica del 2019 costringe Giorgi a rincorrere la partecipazione ai tornei WTA partendo dalle qualificazioni. Ad Auckland supera i tre turni preliminari e approda al main draw dove incontra per la quinta volta in carriera Serena Williams ma, come nelle occasioni precedenti, viene superata dalla futura vincitrice del torneo. Dopo il torneo di Hobart, dove viene eliminata da Kozlova nel turno decisivo di qualificazione, raggiunge il terzo turno degli Australian Open, uscendo sconfitta in tre set contro Angelique Kerber.
Viene convocata nella squadra italiana di Fed Cup per lo spareggio del Gruppo I della zona Europa/Africa e dà il suo contributo per la qualificazione ai Play-off, valevoli per l'accesso al Gruppo mondiale della Fed Cup 2021, superando l'austriaca Mira Antonitsch in tre set e la croata Jana Fett in due.
Partecipa alle qualificazioni a Dubai, dove viene subito sconfitta da Julia Goerges e alle qualificazioni a Doha, dove supera in tre set, dopo avere annullato anche tre match point, l'austriaca Barbara Haas, venendo poi battuta, sempre in tre set, da Bernarda Pera. A Lione, grazie alle vittorie contro Vera Lapko e Alizé Cornet, centra i quarti di finale dove viene superata da Dar'ja Kasatkina al set decisivo. Grazie a questo risultato, il 9 marzo ritorna numero uno d'Italia.
Dopo lo stop del circuito durato cinque mesi a causa della Pandemia di COVID-19 la partecipazione agli Internazionali di Palermo segna il ritorno sulla terra rossa della marchigiana dopo più di due anni e, grazie ai successi su Peterson, Juvan e, nei quarti di finale, su Jastrems'ka, dopo un incontro durato più di tre ore e avere annullato due match point, anche l'accesso a una semifinale a quasi un anno di distanza dal torneo del Bronx, nonché la seconda assoluta in carriera su questa superficie. Viene però battuta dalla futura vincitrice del torneo Fiona Ferro con il punteggio di 6-2, 2-6, 5-7. A Praga supera al tie-break decisivo Marta Kostjuk all'esordio per poi perdere in due set contro Elise Mertens.
Agli Us Open, dopo avere superato la belga Alison Van Uytvanck in tre set, viene sconfitta in due set da Naomi Ōsaka, futura vincitrice del torneo. A Roma viene superata all'esordio in tre set da Dajana Jastrems'ka e al Roland Garros è costretta al ritiro durante il secondo set nell'incontro di primo turno contro Martina Trevisan a causa di un problema al gomito.
A Linz sconfigge in tre set Sara Sorribes Tormo per poi perdere, sempre in tre set, contro Nadia Podoroska, concludendo così la stagione alla posizione numero 75 del ranking mondiale, prima tra le italiane e per il nono anno consecutivo tra le prime 100.

### 2021, l'anno migliore: quarti di finale alle Olimpiadi e la storica vittoria al Canadian Open
Apre la stagione in uno dei tornei preparatori agli Australian Open, tutti eccezionalmente giocati a Melbourne, lo Yarra Valley Classic, dove supera al primo turno la francese Burel in due set e affronta la numero 4 del mondo Kenin al secondo turno, ma è costretta al ritiro per un problema alla coscia al termine di un primo set molto equilibrato poi perso per 7-5. Agli Australian Open debutta con un doppio 6-3 contro Švedova ma viene sconfitta al secondo turno da Iga Świątek, recente vincitrice dell'Open di Francia, con il punteggio di 6-2, 6-4.
Al WTA 250 di Lione sconfigge al primo turno in due set Viktória Kužmová e al secondo turno Nina Stojanović al tie-break decisivo dopo avere annullato due match point. Nei quarti di finale (i trentunesimi in carriera nel circuito maggiore) viene superata in due set da Clara Tauson, futura vincitrice del torneo. A Miami viene sconfitta all'esordio in due set da Ljudmila Samsonova. A Charleston dà forfait dopo essere risultata positiva al COVID-19.
Ritorna a disputare un torneo a Roma, dove viene sconfitta 5-7 al terzo set da Sara Sorribes Tormo dopo un match combattutissimo durato 3 ore e 51 minuti, il sesto incontro femminile più lungo nell'Era Open. Al WTA 250 di Parma supera in rimonta all'esordio Christina McHale col punteggio di 6-7, 6-4, 6-4, dopo un incontro durato quasi 3 ore. Al secondo turno viene sconfitta in due set da Cori Gauff, futura vincitrice del torneo. Al Roland Garros sconfigge al primo turno in tre set la testa di serie numero 22 del torneo Petra Martić e viene sconfitta, sempre in tre set, da Varvara Gračëva.
Comincia la stagione su erba da Birmingham dove sconfigge all'esordio in due set Giulia Gatto-Monticone e viene superata in tre set da Donna Vekić. Al WTA 500 di Eastbourne supera le qualificazioni sconfiggendo Magda Linette in tre set e Ajla Tomljanović in due per poi sconfiggere all'esordio nel tabellone principale Karolína Plíšková, numero 10 del mondo e testa di serie numero 5 del torneo, col punteggio di 2-6, 6-2, 6-2. Al secondo turno supera in tre set Shelby Rogers e nei quarti di finale Aryna Sabalenka, numero 4 del mondo e testa di serie numero 1 del torneo, col punteggio di 7-6, 0-6, 6-4. In semifinale (la quindicesima in carriera nel circuito maggiore) affronta Anett Kontaveit ed è costretta al ritiro a causa di un risentimento alla coscia sinistra sul punteggio di 4-5. A Wimbledon, la tennista di Macerata batte Jil Teichmann con un doppio 6-2 mentre al secondo turno si arrende a Karolína Muchová, testa di serie numero 19 del torneo, con lo score di 3-6 7-5 3-6.
A luglio prende parte alle Olimpiadi di Tokyo e batte, in ordine, la numero quindici del mondo Jennifer Brady (6-3 6-2), Elena Vesnina (6-3 6-1) e la numero sette del mondo Karolína Plíšková (6-4 6-2). Ai quarti di finale (terza italiana dopo Raffaella Reggi nel 1988 e Francesca Schiavone nel 2004 a ottenere un risultato simile alle Olimpiadi da quando al torneo venne riconosciuta l'ufficialità nel 1988) affronta Elina Svitolina, numero sei del mondo, venendo sconfitta con un doppio 6-4.
Torna in campo al Canadian Open: sconfigge la nº9 del seeding Elise Mertens per 6-3 7-5 all'esordio e poi batte Nadia Podoroska per 6-2 6-4. Agli ottavi di finale, elimina la testa di serie nº7 Petra Kvitová con lo score di 6-4 6-4; ai quarti di finale, si impone su Coco Gauff, testa di serie nº15, in due set (6-4 7-6(2)), approdando alla sua prima semifinale in un torneo WTA 1000; nella circostanza, trova la statunitense Jessica Pegula e la sconfigge col punteggio di 6-3 3-6 6-1, diventando la prima italiana di sempre a raggiungere la finale del Canadian Open, il secondo torneo più antico del mondo dopo Wimbledon. Qui incontra la ceca Karolína Plíšková, numero 6 del mondo e nº4 del seeding, contro cui vince 6-3 7-5, aggiudicandosi il suo primo torneo WTA 1000, dedicato al padre coach, e diventando la seconda italiana di sempre a vincere un torneo di tale categoria dopo Flavia Pennetta. Contestualmente, risale la classifica mondiale, raggiungendo la posizione numero 34. La settimana successiva, Giorgi scende in campo a Cincinnati, dove riaffronta Jessica Pegula all'esordio: questa volta, viene sconfitta con un doppio 6-2 dall'americana. Agli US Open viene superata al primo turno in due set da Simona Halep, testa di serie numero 12 del torneo.
Torna in campo dopo quasi un mese al WTA 500 di Chicago dove viene sconfitta all'esordio da Elena Gabriela Ruse in due set. Si presenta a Indian Wells da testa di serie numero 30 del torneo scendendo in campo nonostante un problema alla caviglia destra patito in allenamento e venendo sconfitta in due set da Amanda Anisimova. Al WTA 250 di Tenerife, dove è testa di serie numero 4, supera al primo turno in tre set Aliona Bolsova Zadoinov dopo un incontro rocambolesco in cui riceve due games di penalità. Al secondo turno e ai quarti di finale sconfigge facilmente in due set Danka Kovinić e Arantxa Rus per venire poi battuta in semifinale dalla colombiana Camila Osorio col punteggio di 6-4 7-5.
Chiude la stagione alla posizione numero 34 del ranking mondiale, la quinta consecutiva da numero uno d'Italia (un record, a pari merito con Francesca Schiavone e Silvia Farina Elia) e la decima consecutiva tra le top 100.

### 2022: ritorno al best ranking, ottavi di finale al Roland Garros e 400ª vittoria da professionista
Inizia l'anno all'Australian Open, dove raggiunge il terzo turno battendo Potapova e Martincová, guadagnandosi la sfida contro la nº1 del mondo Ashleigh Barty, che la sconfigge in due parziali (2-6 3-6). Grazie a questi risultati rientra nella top 30 del ranking mondiale.
Ai WTA 500 di San Pietroburgo e Dubai, cede al primo turno ad Aleksandrova e Kvitová. Al WTA 250 di Lione, dove si presenta da testa di serie numero uno, viene sconfitta all'esordio da Garcia. Dà poi forfait ai WTA 1000 di Indian Wells e Miami, a causa di un infortunio al polso destro.
Torna in campo per la sfida casalinga della nazionale italiana sul cemento di Alghero contro la squadra francese sconfiggendo nettamente Océane Dodin e Harmony Tan, consentendo alla squadra italiana di qualificarsi per le fasi finali della Billie Jean King Cup.
Esce al primo turno sulla terra battuta di Stoccarda e di Madrid. Agli Internazionali d'Italia è costretta al ritiro durante l'incontro di primo turno con Ajla Tomljanović a causa di un risentimento al polpaccio sinistro. Al Roland Garros, dopo aver battuto Shuai Zhang,  supera Julija Putinceva e al terzo rimonta Aryna Sabalenka, numero 7 del mondo, accedendo per la prima volta agli ottavi di finale dello Slam parigino,  dove viene sconfitta in due set da Kasatkina.
A giugno eguaglia il proprio best ranking alla posizione numero 26 e comincia la stagione su erba dal WTA 250 di Nottingham, superando in due set Sonay Kartal per venire poi sconfitta al tie-break decisivo da Harriet Dart. A Birmingham, sconfigge all'esordio Martincová in due set. Al secondo turno supera in rimonta Lauren Davis per poi capitolare nei quarti di finale in due set da Haddad Maia. A Eastbourne, supera Rebecca Marino, Garbiñe Muguruza, numero 10 del mondo (quindicesima vittoria in carriera contro una giocatrice top 10) e Tomova tutte in due set. Nella semifinale viene sconfitta da Ostapenko piuttosto nettamente col punteggio di 6-2 6-2. A Wimbledon viene eliminata all'esordio. L'11 luglio viene superata in classifica da Martina Trevisan perdendo il numero uno d'Italia dopo 236 settimane complessive di leadership.
Inizia la stagione su cemento americano dal WTA 500 di San Jose dove viene superata in tre set da Veronika Kudermetova. Al WTA 1000 di Toronto, dove difende il titolo, esordisce sconfiggendo in due set Raducanu, numero 10 del mondo. Al secondo turno supera Mertens e viene sconfitta negli ottavi di finale da Jessica Pegula, numero 7 del mondo. Questa sconfitta comporta la perdita di punti e la conseguente discesa alla posizione n. 65 della classifica mondiale. Al WTA 1000 di Cincinnati perde all'esordio contro Marta Kostjuk, mentre all'US Open supera al primo turno Bondár per venire poi sconfitta da Keys.
Dopo aver disputato il Grande Slam newyorchese chiude anticipatamente la stagione a causa di una fascite plantare, alla posizione numero 67 del ranking.

### 2023: quarto titolo WTA e dodicesima stagione consecutiva conclusa in top 100
Partecipa all'Australian Open approdando al terzo turno per la quinta volta in carriera, dopo aver superato in due set Pavljučenkova e Schmiedlová, ma non Bencic.
Al WTA 250 indoor di Linz viene sconfitta al secondo turno. Sul cemento outdoor di Mérida centra il trentottesimo quarto di finale nel circuito maggiore per poi sconfiggere Sloane Stephens con un doppio 6-0. In semifinale ha la meglio su Kateřina Siniaková in due set e in finale su Rebecca Peterson in tre set, aggiudicandosi il quarto titolo WTA in carriera sulle superfici rapide (un record per il tennis femminile italiano condiviso con Flavia Pennetta e Roberta Vinci). In entrambi i tornei del Sunshine Double arriva a giocare il secondo turno, eliminata ad Indian Wells dalla numero 3 del mondo, Jessica Pegula, e a Miami da Azaranka.
Torna in campo con la nazionale italiana per l'impegno a Bratislava contro la compagine slovacca valevole per la qualificazione alle fasi finali della Billie Jean King Cup superando Schmiedlová e contribuendo alla vittoria finale della squadra azzurra.
Inizia la stagione su terra rossa a Madrid dove è costretta al ritiro a incontro in corso a causa di un infortunio al ginocchio. Agli Internazionali d'Italia, dove non vinceva un match dal 2014, approda per la prima volta in carriera al terzo turno venendo sconfitta da Muchová, dopo aver superato in tre set Rus e in due set Aleksandrova. Al Roland Garros dopo aver sconfitto in due set Alizé Cornet, si ritira contro Jessica Pegula per l'infortunio di Madrid, non ancora superato.
Inizia la stagione su erba dal WTA 250 di Nottingham sconfiggendo al primo turno Madison Brengle in due set e diventando la tennista col maggior numero di vittorie su erba (55) nella storia del tennis femminile italiano, oltre a ottenere il duecentesimo successo in carriera nel circuito maggiore. Al WTA 250 di Birmingham esce sconfitta da Venus Williams dopo un match molto serrato. Ad Eastbourne centra la ventesima semifinale nel circuito maggiore superando Watson e Jabeur, numero 6 del mondo, entrambe in due set, e beneficiando del ritiro di Jeļena Ostapenko nei quarti di finale dopo aver vinto il primo set. In semifinale viene sconfitta da Kasatkina. A Wimbledon esce al primo turno.
Torna in campo al WTA 1000 Montréal dove, dopo aver superato le qualificazioni, elimina al primo turno Bianca Andreescu, per essere sconfitta in tre set da Petra Kvitová. Agli US Open viene eliminata all'esordio in due set da Pegula, testa di serie numero 3 del torneo. Al WTA 1000 di Guadalajara giunge fino al terzo turno dove viene superata in due set da Maria Sakkarī, futura campionessa del torneo.
Non viene convocata per la fase finale di Billie Jean King Cup a causa di un problema al piede concludendo anticipatamente la stagione, la dodicesima consecutiva in top 100, alla posizione numero 56.

### 2024: ritiro dalle competizioni
Inizia la stagione dal WTA 500 di Brisbane, dove viene sconfitta al secondo incontro da Ostapenko in due set. Agli Australian Open non supera l'esordio contro Azaranka.
Il 26 febbraio, in seguito alla sua assenza ai WTA 1000 di Doha e Dubai, esce dalla top 100 della classifica mondiale dopo una permanenza complessiva di 573 settimane. Torna in campo al WTA 1000 di Indian Wells, dove supera al primo turno Boulter, per poi venire sconfitta da Noskova. Al WTA 1000 di Miami viene fermata al secondo turno da Iga Świątek, numero 1 del mondo.
Il 7 maggio il nome della Giorgi appare nella lista dei tennisti ritirati dell'ITIA (International Tennis Integrity Agency), l’agenzia che si occupa dei controlli antidoping nel tennis. L'11 maggio Giorgi conferma con un annuncio diretto il suo ritiro dall'attività agonistica, dopo quasi diciotto anni di professionismo.

## Dopo il ritiro
Nel maggio 2025 ha partecipato alla diciannovesima edizione de L'isola dei famosi condotto da Veronica Gentili abbandonando il reality dopo due settimane per rientrare in Argentina a causa di alcuni problemi di salute nella sua famiglia.

## Stile e caratteristiche tecniche
(Adriano Panatta su Camila Giorgi)

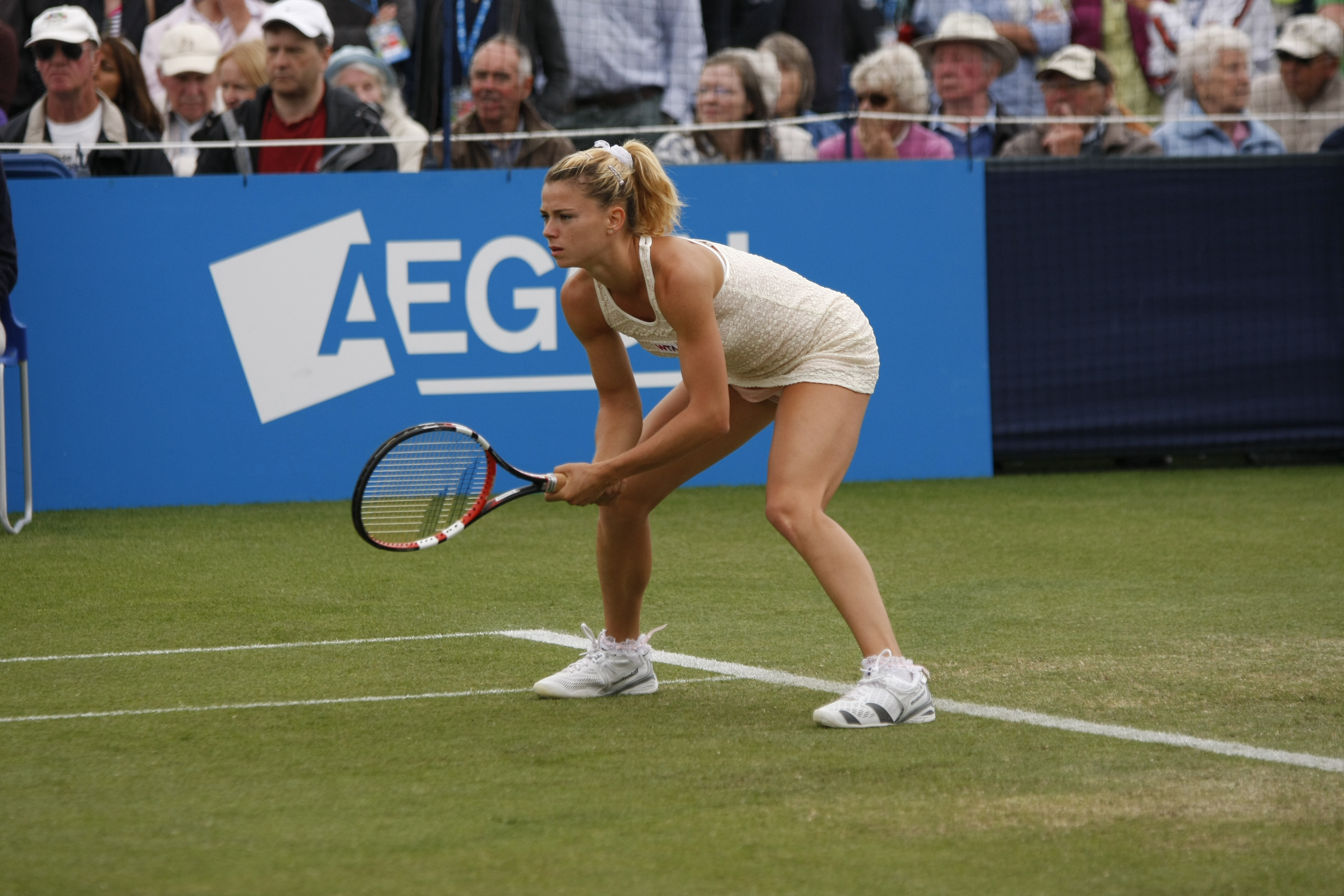
Camila Giorgi a Eastboune nel 2014

Camila Giorgi prediligeva le superfici molto rapide essendo una delle giocatrici più offensive del circuito. Tendeva, infatti, a rispondere ai servizi delle avversarie nei pressi della linea di fondo oppure, in certe occasioni, anche dentro il campo. Particolarmente reattiva, atletica e veloce con i piedi, ricercava costantemente l'anticipo, caratteristica principale del suo gioco. Naturalmente dotata di un ottimo tempismo e, nonostante una costituzione fisica piuttosto minuta, di una grande esplosività, unita a una notevole rapidità di esecuzione, colpiva violentemente la palla sia con il dritto che con il rovescio bimane, suo colpo più efficace, per mantenere costantemente il comando dello scambio o per chiuderlo dopo pochi colpi. Ricercava l'aggressività anche con la battuta, disponendo di una prima di servizio molto veloce, così come la seconda, fatto che le faceva commettere a volte un alto numero di doppi falli (nel 2015 è stata la tennista ad averne commessi di più). Pur non adottando cambi di ritmo, scendeva frequentemente a rete.

## Statistiche WTA
Giorgi è la tennista italiana ad aver conseguito più titoli WTA (4) in singolare dal 2013 a oggi.

### Singolare

#### Vittorie (4)
| Legenda               | Legenda      |
| --------------------- | ------------ |
| Grande Slam (0)       |              |
| Ori Olimpici (0)      |              |
| WTA Finals (0)        |              |
| WTA Elite Trophy (0)  |              |
| Dal 2009 al 2020      | Dal 2021     |
| Premier Mandatory (0) | WTA 1000 (1) |
| Premier 5 (0)         | WTA 1000 (1) |
| Premier (0)           | WTA 500 (0)  |
| International (2)     | WTA 250 (1)  |

| N. | Data             | Torneo                          | Superficie  | Avversaria in finale   | Punteggio        |
| 1. | 14 giugno 2015   | Topshelf Open, 's-Hertogenbosch | Erba        | Belinda Bencic         | 7-5, 6-3         |
| 2. | 14 ottobre 2018  | Upper Austria Ladies Linz, Linz | Cemento (i) | Ekaterina Aleksandrova | 6-3, 6-1         |
| 3. | 15 agosto 2021   | National Bank Open, Montréal    | Cemento     | Karolína Plíšková      | 6-3, 7-5         |
| 4. | 26 febbraio 2023 | Mérida Open Akron, Mérida       | Cemento     | Rebecca Peterson       | 7-6(3), 1-6, 6-2 |

#### Sconfitte (6)
| Legenda               | Legenda      |
| --------------------- | ------------ |
| Grande Slam (0)       |              |
| Argenti Olimpici (0)  |              |
| WTA Finals (0)        |              |
| WTA Elite Trophy (0)  |              |
| Dal 2009 al 2020      | Dal 2021     |
| Premier Mandatory (0) | WTA 1000 (0) |
| Premier 5 (0)         | WTA 1000 (0) |
| Premier (0)           | WTA 500 (0)  |
| International (6)     | WTA 250 (0)  |

| N. | Data            | Torneo                              | Superficie  | Avversaria in finale | Punteggio           |
| 1. | 13 aprile 2014  | BNP Paribas Katowice Open, Katowice | Cemento (i) | Alizé Cornet         | 6(3)-7, 7-5, 5-7    |
| 2. | 12 ottobre 2014 | Generali Ladies Linz, Linz          | Cemento (i) | Karolína Plíšková    | 7-6(4), 3-6, 6(4)-7 |
| 3. | 12 aprile 2015  | Katowice Open, Katowice (2)         | Cemento (i) | Anna Schmiedlová     | 4-6, 3-6            |
| 4. | 10 aprile 2016  | Katowice Open, Katowice (3)         | Cemento (i) | Dominika Cibulková   | 4-6, 0-6            |
| 5. | 4 agosto 2019   | Citi Open, Washington               | Cemento     | Jessica Pegula       | 2-6, 2-6            |
| 6. | 24 agosto 2019  | Bronx Open, New York                | Cemento     | Magda Linette        | 7-5, 5-7, 4-6       |

## Statistiche ITF

### Singolare

#### Vittorie (5)
| Torneo $100.000 (0) |
| Torneo $80.000 (0)  |
| Torneo $75.000 (0)  |
| Torneo $60.000 (0)  |
| Torneo $50.000 (3)  |
| Torneo $25.000 (2)  |
| Torneo $15.000 (0)  |
| Torneo $10.000 (0)  |

| N. | Data             | Torneo                            | Superficie  | Avversaria in finale | Punteggio     |
| 1. | 6 settembre 2009 | Katowice Open, Katowice           | Terra rossa | Ksenija Pervak       | 6-2, 6-3      |
| 2. | 22 novembre 2009 | Tevlin Challenger, Toronto        | Cemento (i) | Anikó Kapros         | 4-6, 6-4, 6-0 |
| 3. | 24 ottobre 2010  | Rock Hill Rocks Open, Rock Hill   | Cemento     | Irina Falconi        | 6-3, 6-4      |
| 4. | 24 maggio 2011   | LA Tennis Open Challenger, Carson | Cemento     | Alexa Glatch         | 7-6(4), 6-1   |
| 5. | 22 aprile 2012   | Dothan Pro Tennis Classic, Dothan | Terra verde | Edina Gallovits-Hall | 6-2, 4-6, 6-4 |

#### Sconfitte (2)
| Torneo $100.000 (0) |
| Torneo $80.000 (0)  |
| Torneo $75.000 (0)  |
| Torneo $60.000 (0)  |
| Torneo $50.000 (1)  |
| Torneo $25.000 (1)  |
| Torneo $15.000 (0)  |
| Torneo $10.000 (0)  |

| N. | Data           | Torneo                               | Superficie  | Avversaria in finale | Punteggio |
| 1. | 20 giugno 2010 | Slovak Open, Bratislava              | Terra rossa | Lenka Juríková       | 2–6, 1–6  |
| 2. | 15 maggio 2011 | RBC Bank Women's Challenger, Raleigh | Terra verde | Petra Rampre         | 3–6, 2–6  |

## Vittorie contro giocatrici Top 10
Giorgi è l'unica tennista italiana ad aver sconfitto almeno tre volte una giocatrice top 10 su tre diverse superfici di gioco (cemento, terra ed erba), nonché la tennista italiana con la migliore percentuale di vittorie contro giocatrici top 10 (35,4%).
| Stagione | 2012 | 2013 | 2014 | 2015 | 2016 | 2017 | 2018 | 2019 | 2020 | 2021 | 2022 | 2023 | Totale |
| Vittorie | 1    | 1    | 3    | 1    | 0    | 2    | 1    | 0    | 0    | 4    | 3    | 1    | 17     |

| #    | Giocatrice             | Ranking | Evento                               | Superficie  | Turno | Punteggio        | Rank. CGR |
| ---- | ---------------------- | ------- | ------------------------------------ | ----------- | ----- | ---------------- | --------- |
| 2012 |                        |         |                                      |             |       |                  |           |
| 1.   | Sara Errani            | 6       | China Open, Pechino                  | Cemento     | 1T    | 5-4 rit.         | 93        |
| 2013 |                        |         |                                      |             |       |                  |           |
| 2.   | Caroline Wozniacki     | 8       | US Open, New York                    | Cemento     | 3T    | 4-6, 6-4, 6-3    | 136       |
| 2014 |                        |         |                                      |             |       |                  |           |
| 3.   | Marija Šarapova        | 5       | Indian Wells Open, Indian Wells      | Cemento     | 3T    | 6-3, 4-6, 7-5    | 79        |
| 4.   | Dominika Cibulková     | 10      | Internazionali d'Italia, Roma        | Terra rossa | 1T    | 6-4, 7-6(2)      | 54        |
| 5.   | Viktoryja Azarenka     | 8       | Eastbourne International, Eastbourne | Erba        | 1T    | 4-6, 6-3, 7-5    | 42        |
| 2015 |                        |         |                                      |             |       |                  |           |
| 6.   | Agnieszka Radwańska    | 9       | Katowice Open, Katowice              | Cemento (i) | SF    | 6-4, 6-2         | 34        |
| 2017 |                        |         |                                      |             |       |                  |           |
| 7.   | Karolína Plíšková      | 3       | Prague Open, Praga                   | Terra rossa | 1T    | 7-6(8), 6-2      | 99        |
| 8.   | Elina Svitolina        | 5       | Birmingham Classic, Birmingham       | Erba        | 2T    | 6-4, 4-6, 6-2    | 102       |
| 2018 |                        |         |                                      |             |       |                  |           |
| 9.   | Caroline Wozniacki (2) | 2       | Pan Pacific Open, Tokyo              | Cemento (i) | 2T    | 6-2, 2-6, 6-4    | 37        |
| 2021 |                        |         |                                      |             |       |                  |           |
| 10.  | Karolína Plíšková (2)  | 10      | Eastbourne International, Eastbourne | Erba        | 1T    | 2-6, 6-2, 6-2    | 75        |
| 11.  | Aryna Sabalenka        | 4       | Eastbourne International, Eastbourne | Erba        | QF    | 7-6(5), 0-6, 6-4 | 75        |
| 12.  | Karolína Plíšková (3)  | 7       | Giochi Olimpici, Tokyo               | Cemento     | 3T    | 6-4, 6-2         | 61        |
| 13.  | Karolína Plíšková (4)  | 6       | Canadian Open, Montréal              | Cemento     | F     | 6-3, 7-5         | 71        |
| 2022 |                        |         |                                      |             |       |                  |           |
| 14.  | Aryna Sabalenka (2)    | 7       | Open di Francia, Parigi              | Terra rossa | 3T    | 4-6, 6-1, 6-0    | 30        |
| 15.  | Garbiñe Muguruza       | 10      | Eastbourne International, Eastbourne | Erba        | 3T    | 7-5, 6-3         | 26        |
| 16.  | Emma Raducanu          | 10      | Canadian Open, Toronto               | Cemento     | 1T    | 7-6(0), 6-2      | 29        |
| 2023 |                        |         |                                      |             |       |                  |           |
| 17.  | Ons Jabeur             | 6       | Eastbourne International, Eastbourne | Erba        | 2T    | 6-3, 6-2         | 67        |

## Risultati in progressione
| Sigla | Risultato               |
| ----- | ----------------------- |
| V     | Vincitore               |
| F     | Finalista               |
| SF    | Semifinalista           |
| O     | Oro olimpico            |
| A     | Argento olimpico        |
| SF    | Bronzo olimpico         |
| QF    | Quarti di Finale        |
| 4T    | Quarto turno            |
| 3T    | Terzo turno             |
| 2T    | Secondo turno           |
| 1T    | Primo turno             |
| RR    | Round Robin             |
| LQ    | Turno di qualificazione |
| A     | Assente                 |
| ND    | Non disputato           |

| Legenda superfici    |
| -------------------- |
| Cemento              |
| Terra battuta        |
| Erba                 |
| Superficie variabile |

### Singolare
| Torneo                         | 2008          | 2009          | 2010          | 2011          | 2012          | 2013          | 2014          | 2015          | 2016          | 2017          | 2018          | 2019          | 2020          | 2021          | 2022          | 2023          | V–S         | V %         |
| ------------------------------ | ------------- | ------------- | ------------- | ------------- | ------------- | ------------- | ------------- | ------------- | ------------- | ------------- | ------------- | ------------- | ------------- | ------------- | ------------- | ------------- | ----------- | ----------- |
| Tornei del Grande Slam         |               |               |               |               |               |               |               |               |               |               |               |               |               |               |               |               |             |             |
| Australian Open                | A             | A             | A             | A             | A             | 1T            | 2T            | 3T            | 1T            | 1T            | 2T            | 3T            | 3T            | 2T            | 3T            | 3T            | 13–11       | 54%         |
| Open di Francia                | A             | A             | A             | A             | Q3            | 1T            | 2T            | 2T            | 2T            | 1T            | 3T            | A             | 1T            | 2T            | 4T            | 2T            | 10–10       | 50%         |
| Wimbledon                      | A             | A             | A             | 1T            | 4T            | 3T            | 2T            | 3T            | 1T            | 3T            | QF            | 1T            | ND            | 2T            | 1T            | 1T            | 15–12       | 56%         |
| US Open                        | A             | A             | Q1            | Q2            | 1T            | 4T            | 1T            | 2T            | 1T            | 1T            | 2T            | 1T            | 2T            | 1T            | 2T            | 1T            | 7–12        | 37%         |
| Vittorie-sconfitte             | 0–0           | 0–0           | 0–0           | 0–1           | 3–2           | 5–4           | 3–4           | 6–4           | 1–4           | 2–4           | 8–4           | 2–3           | 3–3           | 3–4           | 6–4           | 3–4           | 45–45       | 50%         |
| Nazionale                      |               |               |               |               |               |               |               |               |               |               |               |               |               |               |               |               |             |             |
| Giochi olimpici estivi         | A             | Non disputato | Non disputato | Non disputato | A             | Non disputato | Non disputato | Non disputato | A             | Non disputato | Non disputato | Non disputato | Non disputato | QF            | ND            | ND            | 3–1         | 75%         |
| Fed Cup / Billie Jean King Cup | A             | A             | A             | A             | A             | A             | SF            | QF            | QF            | A             | A             | GM-II         | PO            | PO            | RR            | A             | 8–7         | 53%         |
| WTA 1000                       |               |               |               |               |               |               |               |               |               |               |               |               |               |               |               |               |             |             |
| Doha / Dubai                   | A             | A             | A             | A             | A             | A             | A             | 2T            | A             | A             | A             | A             | Q2            | A             | A             | A             | 1–1         | 50%         |
| Indian Wells                   | A             | A             | A             | A             | A             | A             | 4T            | 2T            | 2T            | 1T            | A             | A             | ND            | 2T            | A             | 2T            | 7–6         | 54%         |
| Miami                          | A             | A             | A             | A             | A             | 1T            | Q1            | 3T            | 1T            | A             | 1T            | 2T            | ND            | 1T            | A             | 2T            | 4–7         | 36%         |
| Madrid                         | ND            | A             | A             | A             | A             | 1T            | Q2            | 1T            | 2T            | A             | A             | A             | ND            | A             | 1T            | 1T            | 1–5         | 17%         |
| Roma                           | Q1            | A             | A             | A             | A             | A             | 2T            | 1T            | A             | A             | Q2            | A             | 1T            | 1T            | 1T            | 3T            | 3–6         | 33%         |
| Montréal / Toronto             | A             | A             | A             | A             | A             | A             | 1T            | A             | 2T            | Q2            | A             | 1T            | ND            | V             | 3T            | 2T            | 10–6        | 63%         |
| Cincinnati                     | A             | A             | A             | A             | 2T            | A             | 1T            | 2T            | Q1            | 3T            | 2T            | 1T            | A             | 1T            | 1T            | Q1            | 5–8         | 38%         |
| Tokyo / Wuhan                  | A             | A             | A             | A             | 1T            | A             | 1T            | 3T            | A             | A             | A             | A             | Non disputato | Non disputato | Non disputato | Non disputato | 2–3         | 40%         |
| Pechino                        | TII           | A             | A             | A             | 2T            | A             | 1T            | 1T            | A             | A             | A             | A             | Non disputato | Non disputato | Non disputato | A             | 1–3         | 25%         |
| Guadalajara                    | Non disputato | Non disputato | Non disputato | Non disputato | Non disputato | Non disputato | Non disputato | Non disputato | Non disputato | Non disputato | Non disputato | Non disputato | Non disputato | Non disputato | A             | 3T            | 2–1         | 67%         |
| Vittorie-sconfitte             | 0–0           | 0–0           | 0–0           | 0–0           | 2–2           | 0–2           | 4–5           | 5–7           | 3–4           | 2–2           | 1–2           | 1–3           | 0–1           | 7–4           | 2–4           | 6–6           | 35–46       | 43%         |
| Carriera                       |               |               |               |               |               |               |               |               |               |               |               |               |               |               |               |               |             |             |
| Tornei giocati                 | 0             | 0             | 0             | 1             | 10            | 11            | 20            | 23            | 21            | 13            | 17            | 16            | 10            | 18            | 16            | 16            | 192         | 192         |
| Titoli                         | 0             | 0             | 0             | 0             | 0             | 0             | 0             | 1             | 0             | 0             | 1             | 0             | 0             | 1             | 0             | 1             | 4           | 4           |
| Finali                         | 0             | 0             | 0             | 0             | 0             | 0             | 2             | 2             | 1             | 0             | 1             | 2             | 0             | 1             | 0             | 1             | 10          | 10          |
| Totale V–S                     | 0–0           | 0–0           | 0–0           | 0–1           | 6–10          | 8–11          | 28-20         | 27-23         | 16-21         | 15-13         | 29–16         | 13–17         | 12-10         | 24–17         | 16–16         | 21–15         | 218–195     | 218–195     |
| Vittorie %                     | –             | –             | –             | 0%            | 38%           | 42%           | 58%           | 54%           | 43%           | 54%           | 64%           | 43%           | 55%           | 59%           | 50%           | 58%           | 53%         | 53%         |
| Ranking di fine anno           | 480           | 285           | 244           | 149           | 79            | 93            | 35            | 34            | 83            | 79            | 26            | 98            | 75            | 34            | 67            | 56            | $ 6.420.100 | $ 6.420.100 |

## Controversie
A gennaio 2023, il nome della Giorgi appare in un'inchiesta che riguarda falsi certificati vaccinali, incluso quello contro il COVID-19. Nell'indagine è coinvolta tutta la sua famiglia, oltre ad alcuni medici ed infermieri. La tennista a proposito dichiara di aver fatto tutte le vaccinazioni in luoghi diversi e di ritenersi molto serena riguardo la vicenda.

### Annotazioni
1. ↑  I tornei WTA 1000 erano precedentemente conosciuti come Premier Mandatory (Indian Wells, Miami, Madrid e Pechino) e come Premier 5 (Dubai/Doha, Roma, Montréal/Toronto, Cincinnati e Tokyo/Wuhan) dal 2009 al 2020.
2. ↑  Il Dubai Tennis Championships e il Qatar Ladies Open di Doha si scambiano annualmente lo status tra evento Premier ed evento Premier 5 (WTA 500 e WTA 1000).
3. ↑  Nel 2014 il Toray Pan Pacific Open ha cambiato lo status in evento Premier (WTA 500) ed è stato sostituito dal Wuhan Open come evento Premier 5 (WTA 1000).
4. ↑  Fino al 2008 l'Open di Cina era incluso nella categoria di tornei Tier II.

### Fonti
1. ↑   i nomi delle sportive italiane che hanno scritto la storia del tennis con le loro imprese, su gianlucadimarzio.com, 10 marzo 2022.
2. ↑   OTTO CAMPIONESSE PER L’8 MARZO: CAMILA GIORGI, su sportnews.snai.it, 2 marzo 2023.
3. ↑   Camila Giorgi lascia il tennis: nessun annuncio, ma il suo nome è nella lista dei ritirati ITIA, su gazzetta.it, 8 maggio 2024.
4. ↑   Camila Giorgi nella storia: trionfa a Montreal, su raisport.rai.it, 16 agosto 2021.
5. 1 2  (EN) WTA and ATP rankings on - 29.12.2008, su tennisexplorer.com, 29 dicembre 2008.
6. ↑   Il trionfo di Kerber a Wimbledon… dà i numeri, su ubitennis.com, 24 luglio 2018. URL consultato l'11 settembre 2024.
7. ↑   Camila Giorgi e l’incubo degli infortuni, su tenniscircus.com, 24 settembre 2019.
8. ↑   Tutte le contraddizioni di Camila Giorgi, su tennismagazineitalia.it, 9 maggio 2024.
9. ↑   Camila Giorgi: meglio contro le top 20?, su ubitennis.com, 25 agosto 2021.
10. ↑   WTA Eastbourne, Camila Giorgi si regala Jabeur al secondo turno: battuta Watson con personalità, su ubitennis.com, 27 giugno 2023. URL consultato l'11 settembre 2024.
11. ↑   CAMILA GIORGI - PROFILO / STATISTICHE, su tennislive.it. URL consultato l'11 settembre 2024.
12. ↑  (EN) Diego Sampaolo, Vinci wins all-Italian fourth round clash with Giorgi, su ubitennis.com, Ubitennis, 24 agosto 2012. URL consultato il 19 novembre 2013 (archiviato dall'url originale l'11 marzo 2014).
13. ↑  (EN) Ben Sales, Italy’s Camila Giorgi falls in Wimbledon’s round of 16, su jta.org, 2 luglio 2012. URL consultato il 4 settembre 2013 (archiviato dall'url originale il 22 agosto 2012).
14. ↑  (EN) Ashley Shenker, Three remain in the hunt at Aus Open, The Australian Jewish News, 16 gennaio 2013. URL consultato il 4 settembre 2013.
15. ↑  (EN) Ashley Shenker, Israelis battle through to Aus Open main draw, The Australian Jewish News, 14 gennaio 2013. URL consultato il 4 settembre 2013.
16. ↑   Redazione Sport, Chi è Camila Giorgi: il papà coach, il matrimonio mancato, l’indagine sui vaccini, su Corriere della Sera, 25 dicembre 2022. URL consultato il 3 ottobre 2024.
17. ↑   Daniele Azzolini, IL personaggio. Giorgi, l'altro tennis di Camila, su avvenire.it, 27 giugno 2015.
18. ↑   Camila Giorgi, tra tennis e identità, in Moked. Il portale dell'ebraismo italiano, 20 agosto 2020.
19. ↑   Sergio Giorgi: “Camila? Ho temuto che lasciasse il tennis”, su tenniscircus.com, 7 gennaio 2015. URL consultato il 29 agosto 2023 (archiviato dall'url originale il 7 aprile 2023).
20. ↑   Camila Giorgi, su itftennis.com. URL consultato il 20 febbraio 2012 (archiviato dall'url originale il 20 ottobre 2013).
21. ↑   Enrico Riva, Camila Giorgi e la "mafia nel tennis", su ubitennis.com, ubitennis, 2 dicembre 2010. URL consultato il 20 febbraio 2012.
22. ↑   Camila Giorgi, un tennis che emoziona…, su spaziotennis.com, 12 ottobre 2012.
23. ↑   Giorgi-Fit: Accordo!, su spaziotennis.com, 3 luglio 2013.
24. ↑   Camila Giorgi a Verissimo: «Non sono sparita per il Fisco, volevo cambiare vita e non tornerò a giocare. Ora sono fidanzata e felice», su ilgazzettino.it.
25. ↑   Camila Giorgi conferma: "Mi sono trasferita in Argentina definitivamente", su eurosport.it.
26. ↑  (EN) Camila Giorgi signs with ProTenn International, su oauth.twitter.com, https://oauth.twitter.com/, 12 novembre 2011. URL consultato il 17 dicembre 2011 (archiviato dall'url originale il 23 febbraio 2012).
27. ↑   ARRIVA UNO SPONSOR POLACCO PER CAMILA GIORGI, su tennisitaliano.it, 3 gennaio 2016.
28. ↑   Da Giorgi al tennista del club: Fabrizi Tennis costruisce la racchetta perfetta per tutti, su ubitennis.com, 16 novembre 2020.
29. ↑   Camila Giorgi cambia racchetta: la marchigiana passa a Yonex, su sportface.it, 25 gennaio 2021.
30. ↑   IL FAVOLOSO MONDO DI CAMILA GIORGI, su tennisitaliano.it, 22 giugno 2017 (archiviato dall'url originale il 6 aprile 2023).
31. ↑   Camila Giorgi, moda e tennis a Firenze, su lanazione.it, 15 settembre 2021.
32. ↑   Camila Giorgi, originale non risolto, su rivistacontrasti.it, 11 febbraio 2022.
33. ↑   Chi siamo, su giomila.com. URL consultato il 9 agosto 2023.
34. ↑   Tennis, il grande gesto di Camila Giorgi, su sportal.it, 23 settembre 2021.
35. ↑   GIORGI VINCE SUL WEB, MA LA ASPETTIAMO IN CAMPO, su supertennis.tv, 31 luglio 2023.
36. ↑   Camila Giorgi, chi è la tennista: l’indagine sui vaccini, il padre coach, il matrimonio mancato, su corriere.it, 25 dicembre 2022.
37. ↑   Chi è il fidanzato di Camila Giorgi, su ilveggente.it.
38. ↑   Camila Giorgi svela tutto: nuovo fidanzato famoso e futuro nel tennis, su corrieredellosport.it, 20 novembre 2024.
39. ↑  (EN) 47Th trofeo Bonfiglio "Campionati Internazionali d'Italia, su itftennis.com. URL consultato il 12 agosto 2024.
40. ↑   Sey Development Cup 2007, su itftennis.com. URL consultato il 20 febbraio 2012 (archiviato dall'url originale il 13 marzo 2016).
41. ↑   Strepitosa Camila Giorgi a Toronto, su www.ubitennis.com, 4 marzo 2016. URL consultato l'11 settembre 2024 (archiviato dall'url originale il 4 marzo 2016).
42. ↑   Ranking al 9 novembre 2009 (PDF), su wtatennis.com. URL consultato il 20 febbraio 2012 (archiviato dall'url originale il 17 aprile 2012).
43. ↑   Wimbledon: curiosità per Camila Giorgi, su ubitennis.com, 15 giugno 2011. URL consultato il 20 febbraio 2012.
44. ↑   Wimbledon, è il giorno di Camila Giorgi: "Vivo in un sogno", su sport.sky.it, 21 giugno 2011. URL consultato il 26 settembre 2011 (archiviato dall'url originale il 6 agosto 2011).
45. ↑  (EN) WTA Single Rankings -, su wtatennis.com. URL consultato il 26 settembre 2011 (archiviato dall'url originale il 24 agosto 2011).
46. ↑   Splendida Camila! Fuori Petrova, su ubitennis.com, 21 febbraio 2012. URL consultato il 22 febbraio 2012.
47. ↑   La Giorgi vince il torneo di Dothan, su ubitennis.com, 22 aprile 2012. URL consultato il 23 aprile 2012.
48. ↑   Wimbledon, Andreas Seppi eliminatoSorpresa Giorgi, va fuori la Pennetta, su La Stampa, 25 giugno 2012. URL consultato l'11 settembre 2024.
49. ↑   US Open: splendida Camila Giorgi, batte Wozniacki e vola agli ottavi!, su Ok Tennis, 31 agosto 2013. URL consultato l'11 settembre 2024.
50. ↑   Accordo FIT-Giorgi: i dettagli, su tennisitaliano.it, 1º settembre 2013.
51. ↑   Match Statistics, Camila Giorgi - Storm Sanders, su ausopen.com. URL consultato il 29 gennaio 2014 (archiviato dall'url originale il 2 febbraio 2014).
52. ↑   Match Statistics, Alize Cornet - Camila Giorgi, su ausopen.com. URL consultato il 29 gennaio 2014 (archiviato dall'url originale il 2 febbraio 2014).
53. ↑   Fed Cup: Usa vs Italia. Ecco le convocate di Corrado Barazzutti. Prima volta per Giorgi e Matteucci. Per gli Usa convocate Keys, Riske, McHale e Davis, su livetennis.it, 29 gennaio 2014.
54. ↑   Un'infinita Giorgi batte Sharapova, su ubitennis.com, 11 marzo 2014.
55. ↑   Giorgi spezza la maledizione, primo titolo in carriera, su ubitennis.com, 14 giugno 2015.
56. ↑  (EN) Camila Giorgi si ritira da Madrid e rinuncia a Roma - UBITENNIS, in UBITENNIS, 3 maggio 2016. URL consultato l'11 settembre 2017.
57. ↑   Tennis, il gran rifiuto della Giorgi alla Nazionale: “Non gioco la Fed Cup in Spagna”, in LaStampa.it, 11 settembre 2017.
58. ↑   GIORGI, RIPRISTINATA LA SQUALIFICA DI 9 MESI: UNA SENTENZA CHE FA DISCUTERE, 15 settembre 2017.
59. ↑   Sergio Giorgi: “La Fit sembra un clan”, 14 ottobre 2016.
60. ↑   Sfortuna Giorgi: ci si mette anche il fisico, 12 settembre 2017.
61. ↑   Tennis: Giorgi strapazza Stephens a Sydney. Australian Open: rinuncia anche la Azarenka, in Repubblica.it, 8 gennaio 2018. URL consultato il 10 gennaio 2018.
62. ↑   La Kerber è tornata il muro del 2016: Camila Giorgi va a sbatterci contro, la tedesca in finale, in Eurosport, 12 gennaio 2018. URL consultato il 12 gennaio 2018.
63. ↑   Wimbledon: finalmente Giorgi! Primi quarti Slam, su ubitennis.com, 9 luglio 2018.
64. ↑   Camila Giorgi: "Ho dimostrato chi sono", su gazzetta.it, 10 luglio 2018. URL consultato l'11 settembre 2024.
65. ↑   Camila Giorgi superba! Caroline Wozniacki sconfitta in tre set, si vola ai quarti di finale, 20 settembre 2018.
66. ↑   Camila Giorgi, la Principessa dei palazzetti, su tennisitaliano.it (archiviato dall'url originale il 22 aprile 2019).
67. ↑   WTA Linz: storia, albo d'oro e migliori risultati delle italiane, su supertennis.tv, 9 dicembre 2024.
68. ↑   Giorgi perfetta: a Linz arriva il secondo titolo, su ubitennis.com, 14 ottobre 2018.
69. ↑   Camila Giorgi vince a Linz, da 19 anni un’azzurra sempre a segno, su lastampa.it (archiviato dall'url originale il 25 ottobre 2018).
70. ↑   Auguri, Camila, artista affascinante e incomprensibile, su tenniscircus.com, 30 dicembre 2018.
71. ↑   Caso Giorgi-FIT: è pace fatta? - Tennis Circus, in Tennis Circus, 15 maggio 2018. URL consultato il 31 maggio 2018.
72. ↑   Australian Open: una grande Giorgi non basta, Pliskova agli ottavi, su ubitennis.com, 19 gennaio 2019.
73. ↑   Uno Slam non si improvvisa: Giorgi subito fuori da Wimbledon, su ubitennis.com, 1º luglio 2019.
74. ↑   Tennis: Auckland, Giorgi eliminata da Serena Williams - Marche, su Agenzia ANSA, 7 gennaio 2020. URL consultato il 14 gennaio 2020.
75. ↑   SPLENDIDA CAMILA GIORGI: RIMONTA YASTREMSKA E VOLA IN SEMIFINALE A PALERMO, su tennisitaliano.it, 8 agosto 2020.
76. ↑   Palermo Wta: Giorgi, che peccato! Finale Ferro-Kontaveit, su Super Tennis, 8 agosto 2020. URL consultato il 15 agosto 2020.
77. ↑   Michelangelo Sottili, Camila Giorgi, infortunio e ritiro contro Sofia Kenin al WTA Melbourne 1, su Ubitennis, 2 febbraio 2021. URL consultato il 10 febbraio 2021.
78. ↑   Camila Giorgi sconfitta da Iga Swiatek ed eliminata dagli Australian Open, su Sport Fanpage, 10 febbraio 2021. URL consultato l'11 settembre 2024.
79. ↑   Tennis, Camila Giorgi positiva al Covid-19: ora è in isolamento a Charleston, su sportface.it, 6 aprile 2021.
80. ↑   Roma: Giorgi-Sorribes Tormo è il sesto match WTA più lungo nell’Era Open, su oktennis.it, 10 maggio 2021.
81. ↑   Yes, Italian tennis star Camila Giorgi is Jewish. And her favorite book is ‘The Diary of Anne Frank.’, su jta.org, 18 agosto 2021.
82. ↑   Straordinaria Giorgi! Pliskova battuta, a Montreal un trionfo storico, su gazzetta.it, 15 agosto 2021.
83. ↑   "Dedico tutto a mio padre", Camila Giorgi vince a Montreal, su iltempo.it, 16 agosto 2021.
84. ↑   Camila Giorgi, nuova regina del Canada, su ubitennis.com, 17 agosto 2021.
85. ↑   Luca De Gaspari, WTA Montreal: per Giorgi arrivano le lacrime di gioia, è la seconda italiana a vincere un “1000”, su Ubitennis, 15 agosto 2021. URL consultato il 16 agosto 2021.
86. ↑   WTA Indian Wells: Giorgi e Trevisan menomate e sconfitte senza appello., su ubitennis.com, 10 ottobre 2021.
87. ↑   CAMILA GIORGI:"LE CONDIZIONI ERANO ALLUCINANTI. 2021? HA SUPERATO LE MIE ASPETTATIVE, su tennisitaliano.it, 20 ottobre 2021.
88. ↑  (EN) WTA year-end rankings, su tennisabstract.com.
89. ↑   WTA Miami, forfait di Camila Giorgi., su ubitennis.com, 24 marzo 2022.
90. ↑   Internazionali d'Italia, Giorgi si ritira per infortunio: Tomljanovic al 2º turno, su corrieredellosport.it, 9 maggio 2022.
91. ↑   Billie Jean King Cup 2022, Camila Giorgi non recupera per le Finals: stagione finita, su sportface.it, 2 novembre 2022.
92. ↑   WTA MADRID - GIORGI SI RITIRA DOPO IL SECONDO SET: INFORTUNIO AL GINOCCHIO, su eurosport.it, 26 aprile 2023.
93. ↑   VENUS WILLIAMS INFINITA! A 43 ANNI ELIMINA CAMILA GIORGI VINCENDO LA PARTITA PIÙ LUNGA IN CARRIERA, su eurosport.it, 19 giugno 2023.
94. ↑   BILLIE JEAN KING CUP FINALS 2023: LE CONVOCATE DELL'ITALIA, su fitp.it.
95. ↑   Australian Open: Giorgi sibillina, già avuto tanto dal tennis, su ansa.it, 16 gennaio 2024.
96. ↑   Camila Giorgi lascia il tennis: nessun annuncio, ma il suo nome è nella lista dei ritirati ITIA, su La Gazzetta dello Sport. URL consultato l'11 settembre 2024.
97. ↑   Arriva l'annuncio di Camila Giorgi sul proprio futuro, su sport.sky.it, 11 maggio 2024. URL consultato l'11 settembre 2024.
98. ↑   "L'isola dei famosi", Camila Giorgi lascia per problemi familiari, su tgcom24.mediaset.it.
99. ↑   Camilla Giorgi: la nuova "Miss" del tennis, su today.it, 3 settembre 2013.
100. ↑  (EN) AO Leaderboard - Reaction Time, su on-the-t.com, 19 novembre 2013.
101. ↑   (s)punti tecnici: la reattività frenetica di Camila Giorgi, su ubitennis.com, 3 settembre 2015.
102. ↑   L’unicità di Camila Giorgi, su ubitennis.com, 21 maggio 2024.
103. ↑   Camila Giorgi: il talento, la frenesia e il ballo infreddolito dei perché, su politica7.it, 15 maggio 2024.
104. ↑  (EN) Infosys analysis: Best performers at AO 2021, su ausopen.com, 1º marzo 2021.
105. ↑  (EN) Women’s Tennis Records and Statistics | WTA Tennis, su Women's Tennis Association. URL consultato il 20 febbraio 2024.
106. ↑   Titoli WTA italiane, l'elenco completo, su fitp.it.
107. ↑   Camila Giorgi vs top 10, su tennisabstract.com.
108. ↑  (EN) Tennis Abstract: Camila Giorgi ATP Match Results, Splits, and Analysis, su tennisabstract.com, 23 gennaio 2020.
109. ↑   La dottoressa sotto indagine: "Ho finto di vaccinare tutta la famiglia Giorgi", su La Gazzetta dello Sport, 6 gennaio 2023. URL consultato l'11 settembre 2024.
110. ↑   La dura replica di Camila Giorgi ai vaccini falsi: "Ecco tutta la verità", su corrieredellosport.it, 17 gennaio 2023.
111. ↑   Camila Giorgi tra haters, vaccino e e la vicinanza a bambini e disabili, su tennismagazineitalia.it, 21 aprile 2023.